# Échecs aléatoires Capablanca
Ne doit pas être confondu avec échecs aléatoires Fischer ou échecs Capablanca.
|   | a | b | c | d | e | f | g | h | i | j |   |
| 8 | Cavalier noir sur case blanche a8 · Fou noir sur case noire b8 · Cavalier noir sur case blanche c8 · Impératrice noire sur case noire d8 · Dame noire sur case blanche e8 · Tour noire sur case noire f8 · Fou noir sur case blanche g8 · Princesse noire sur case noire h8 · Roi noir sur case blanche i8 · Tour noire sur case noire j8 · Pion noir sur case noire a7 · Pion noir sur case blanche b7 · Pion noir sur case noire c7 · Pion noir sur case blanche d7 · Pion noir sur case noire e7 · Pion noir sur case blanche f7 · Pion noir sur case noire g7 · Pion noir sur case blanche h7 · Pion noir sur case noire i7 · Pion noir sur case blanche j7 · Case blanche a6 vide · Case noire b6 vide · Case blanche c6 vide · Case noire d6 vide · Case blanche e6 vide · Case noire f6 vide · Case blanche g6 vide · Case noire h6 vide · Case blanche i6 vide · Case noire j6 vide · Case noire a5 vide · Case blanche b5 vide · Case noire c5 vide · Case blanche d5 vide · Case noire e5 vide · Case blanche f5 vide · Case noire g5 vide · Case blanche h5 vide · Case noire i5 vide · Case blanche j5 vide · Case blanche a4 vide · Case noire b4 vide · Case blanche c4 vide · Case noire d4 vide · Case blanche e4 vide · Case noire f4 vide · Case blanche g4 vide · Case noire h4 vide · Case blanche i4 vide · Case noire j4 vide · Case noire a3 vide · Case blanche b3 vide · Case noire c3 vide · Case blanche d3 vide · Case noire e3 vide · Case blanche f3 vide · Case noire g3 vide · Case blanche h3 vide · Case noire i3 vide · Case blanche j3 vide · Pion blanc sur case blanche a2 · Pion blanc sur case noire b2 · Pion blanc sur case blanche c2 · Pion blanc sur case noire d2 · Pion blanc sur case blanche e2 · Pion blanc sur case noire f2 · Pion blanc sur case blanche g2 · Pion blanc sur case noire h2 · Pion blanc sur case blanche i2 · Pion blanc sur case noire j2 · Cavalier blanc sur case noire a1 · Fou blanc sur case blanche b1 · Cavalier blanc sur case noire c1 · Impératrice blanche sur case blanche d1 · Dame blanche sur case noire e1 · Tour blanche sur case blanche f1 · Fou blanc sur case noire g1 · Princesse blanche sur case blanche h1 · Roi blanc sur case noire i1 · Tour blanche sur case blanche j1 | Cavalier noir sur case blanche a8 · Fou noir sur case noire b8 · Cavalier noir sur case blanche c8 · Impératrice noire sur case noire d8 · Dame noire sur case blanche e8 · Tour noire sur case noire f8 · Fou noir sur case blanche g8 · Princesse noire sur case noire h8 · Roi noir sur case blanche i8 · Tour noire sur case noire j8 · Pion noir sur case noire a7 · Pion noir sur case blanche b7 · Pion noir sur case noire c7 · Pion noir sur case blanche d7 · Pion noir sur case noire e7 · Pion noir sur case blanche f7 · Pion noir sur case noire g7 · Pion noir sur case blanche h7 · Pion noir sur case noire i7 · Pion noir sur case blanche j7 · Case blanche a6 vide · Case noire b6 vide · Case blanche c6 vide · Case noire d6 vide · Case blanche e6 vide · Case noire f6 vide · Case blanche g6 vide · Case noire h6 vide · Case blanche i6 vide · Case noire j6 vide · Case noire a5 vide · Case blanche b5 vide · Case noire c5 vide · Case blanche d5 vide · Case noire e5 vide · Case blanche f5 vide · Case noire g5 vide · Case blanche h5 vide · Case noire i5 vide · Case blanche j5 vide · Case blanche a4 vide · Case noire b4 vide · Case blanche c4 vide · Case noire d4 vide · Case blanche e4 vide · Case noire f4 vide · Case blanche g4 vide · Case noire h4 vide · Case blanche i4 vide · Case noire j4 vide · Case noire a3 vide · Case blanche b3 vide · Case noire c3 vide · Case blanche d3 vide · Case noire e3 vide · Case blanche f3 vide · Case noire g3 vide · Case blanche h3 vide · Case noire i3 vide · Case blanche j3 vide · Pion blanc sur case blanche a2 · Pion blanc sur case noire b2 · Pion blanc sur case blanche c2 · Pion blanc sur case noire d2 · Pion blanc sur case blanche e2 · Pion blanc sur case noire f2 · Pion blanc sur case blanche g2 · Pion blanc sur case noire h2 · Pion blanc sur case blanche i2 · Pion blanc sur case noire j2 · Cavalier blanc sur case noire a1 · Fou blanc sur case blanche b1 · Cavalier blanc sur case noire c1 · Impératrice blanche sur case blanche d1 · Dame blanche sur case noire e1 · Tour blanche sur case blanche f1 · Fou blanc sur case noire g1 · Princesse blanche sur case blanche h1 · Roi blanc sur case noire i1 · Tour blanche sur case blanche j1 | Cavalier noir sur case blanche a8 · Fou noir sur case noire b8 · Cavalier noir sur case blanche c8 · Impératrice noire sur case noire d8 · Dame noire sur case blanche e8 · Tour noire sur case noire f8 · Fou noir sur case blanche g8 · Princesse noire sur case noire h8 · Roi noir sur case blanche i8 · Tour noire sur case noire j8 · Pion noir sur case noire a7 · Pion noir sur case blanche b7 · Pion noir sur case noire c7 · Pion noir sur case blanche d7 · Pion noir sur case noire e7 · Pion noir sur case blanche f7 · Pion noir sur case noire g7 · Pion noir sur case blanche h7 · Pion noir sur case noire i7 · Pion noir sur case blanche j7 · Case blanche a6 vide · Case noire b6 vide · Case blanche c6 vide · Case noire d6 vide · Case blanche e6 vide · Case noire f6 vide · Case blanche g6 vide · Case noire h6 vide · Case blanche i6 vide · Case noire j6 vide · Case noire a5 vide · Case blanche b5 vide · Case noire c5 vide · Case blanche d5 vide · Case noire e5 vide · Case blanche f5 vide · Case noire g5 vide · Case blanche h5 vide · Case noire i5 vide · Case blanche j5 vide · Case blanche a4 vide · Case noire b4 vide · Case blanche c4 vide · Case noire d4 vide · Case blanche e4 vide · Case noire f4 vide · Case blanche g4 vide · Case noire h4 vide · Case blanche i4 vide · Case noire j4 vide · Case noire a3 vide · Case blanche b3 vide · Case noire c3 vide · Case blanche d3 vide · Case noire e3 vide · Case blanche f3 vide · Case noire g3 vide · Case blanche h3 vide · Case noire i3 vide · Case blanche j3 vide · Pion blanc sur case blanche a2 · Pion blanc sur case noire b2 · Pion blanc sur case blanche c2 · Pion blanc sur case noire d2 · Pion blanc sur case blanche e2 · Pion blanc sur case noire f2 · Pion blanc sur case blanche g2 · Pion blanc sur case noire h2 · Pion blanc sur case blanche i2 · Pion blanc sur case noire j2 · Cavalier blanc sur case noire a1 · Fou blanc sur case blanche b1 · Cavalier blanc sur case noire c1 · Impératrice blanche sur case blanche d1 · Dame blanche sur case noire e1 · Tour blanche sur case blanche f1 · Fou blanc sur case noire g1 · Princesse blanche sur case blanche h1 · Roi blanc sur case noire i1 · Tour blanche sur case blanche j1 | Cavalier noir sur case blanche a8 · Fou noir sur case noire b8 · Cavalier noir sur case blanche c8 · Impératrice noire sur case noire d8 · Dame noire sur case blanche e8 · Tour noire sur case noire f8 · Fou noir sur case blanche g8 · Princesse noire sur case noire h8 · Roi noir sur case blanche i8 · Tour noire sur case noire j8 · Pion noir sur case noire a7 · Pion noir sur case blanche b7 · Pion noir sur case noire c7 · Pion noir sur case blanche d7 · Pion noir sur case noire e7 · Pion noir sur case blanche f7 · Pion noir sur case noire g7 · Pion noir sur case blanche h7 · Pion noir sur case noire i7 · Pion noir sur case blanche j7 · Case blanche a6 vide · Case noire b6 vide · Case blanche c6 vide · Case noire d6 vide · Case blanche e6 vide · Case noire f6 vide · Case blanche g6 vide · Case noire h6 vide · Case blanche i6 vide · Case noire j6 vide · Case noire a5 vide · Case blanche b5 vide · Case noire c5 vide · Case blanche d5 vide · Case noire e5 vide · Case blanche f5 vide · Case noire g5 vide · Case blanche h5 vide · Case noire i5 vide · Case blanche j5 vide · Case blanche a4 vide · Case noire b4 vide · Case blanche c4 vide · Case noire d4 vide · Case blanche e4 vide · Case noire f4 vide · Case blanche g4 vide · Case noire h4 vide · Case blanche i4 vide · Case noire j4 vide · Case noire a3 vide · Case blanche b3 vide · Case noire c3 vide · Case blanche d3 vide · Case noire e3 vide · Case blanche f3 vide · Case noire g3 vide · Case blanche h3 vide · Case noire i3 vide · Case blanche j3 vide · Pion blanc sur case blanche a2 · Pion blanc sur case noire b2 · Pion blanc sur case blanche c2 · Pion blanc sur case noire d2 · Pion blanc sur case blanche e2 · Pion blanc sur case noire f2 · Pion blanc sur case blanche g2 · Pion blanc sur case noire h2 · Pion blanc sur case blanche i2 · Pion blanc sur case noire j2 · Cavalier blanc sur case noire a1 · Fou blanc sur case blanche b1 · Cavalier blanc sur case noire c1 · Impératrice blanche sur case blanche d1 · Dame blanche sur case noire e1 · Tour blanche sur case blanche f1 · Fou blanc sur case noire g1 · Princesse blanche sur case blanche h1 · Roi blanc sur case noire i1 · Tour blanche sur case blanche j1 | Cavalier noir sur case blanche a8 · Fou noir sur case noire b8 · Cavalier noir sur case blanche c8 · Impératrice noire sur case noire d8 · Dame noire sur case blanche e8 · Tour noire sur case noire f8 · Fou noir sur case blanche g8 · Princesse noire sur case noire h8 · Roi noir sur case blanche i8 · Tour noire sur case noire j8 · Pion noir sur case noire a7 · Pion noir sur case blanche b7 · Pion noir sur case noire c7 · Pion noir sur case blanche d7 · Pion noir sur case noire e7 · Pion noir sur case blanche f7 · Pion noir sur case noire g7 · Pion noir sur case blanche h7 · Pion noir sur case noire i7 · Pion noir sur case blanche j7 · Case blanche a6 vide · Case noire b6 vide · Case blanche c6 vide · Case noire d6 vide · Case blanche e6 vide · Case noire f6 vide · Case blanche g6 vide · Case noire h6 vide · Case blanche i6 vide · Case noire j6 vide · Case noire a5 vide · Case blanche b5 vide · Case noire c5 vide · Case blanche d5 vide · Case noire e5 vide · Case blanche f5 vide · Case noire g5 vide · Case blanche h5 vide · Case noire i5 vide · Case blanche j5 vide · Case blanche a4 vide · Case noire b4 vide · Case blanche c4 vide · Case noire d4 vide · Case blanche e4 vide · Case noire f4 vide · Case blanche g4 vide · Case noire h4 vide · Case blanche i4 vide · Case noire j4 vide · Case noire a3 vide · Case blanche b3 vide · Case noire c3 vide · Case blanche d3 vide · Case noire e3 vide · Case blanche f3 vide · Case noire g3 vide · Case blanche h3 vide · Case noire i3 vide · Case blanche j3 vide · Pion blanc sur case blanche a2 · Pion blanc sur case noire b2 · Pion blanc sur case blanche c2 · Pion blanc sur case noire d2 · Pion blanc sur case blanche e2 · Pion blanc sur case noire f2 · Pion blanc sur case blanche g2 · Pion blanc sur case noire h2 · Pion blanc sur case blanche i2 · Pion blanc sur case noire j2 · Cavalier blanc sur case noire a1 · Fou blanc sur case blanche b1 · Cavalier blanc sur case noire c1 · Impératrice blanche sur case blanche d1 · Dame blanche sur case noire e1 · Tour blanche sur case blanche f1 · Fou blanc sur case noire g1 · Princesse blanche sur case blanche h1 · Roi blanc sur case noire i1 · Tour blanche sur case blanche j1 | Cavalier noir sur case blanche a8 · Fou noir sur case noire b8 · Cavalier noir sur case blanche c8 · Impératrice noire sur case noire d8 · Dame noire sur case blanche e8 · Tour noire sur case noire f8 · Fou noir sur case blanche g8 · Princesse noire sur case noire h8 · Roi noir sur case blanche i8 · Tour noire sur case noire j8 · Pion noir sur case noire a7 · Pion noir sur case blanche b7 · Pion noir sur case noire c7 · Pion noir sur case blanche d7 · Pion noir sur case noire e7 · Pion noir sur case blanche f7 · Pion noir sur case noire g7 · Pion noir sur case blanche h7 · Pion noir sur case noire i7 · Pion noir sur case blanche j7 · Case blanche a6 vide · Case noire b6 vide · Case blanche c6 vide · Case noire d6 vide · Case blanche e6 vide · Case noire f6 vide · Case blanche g6 vide · Case noire h6 vide · Case blanche i6 vide · Case noire j6 vide · Case noire a5 vide · Case blanche b5 vide · Case noire c5 vide · Case blanche d5 vide · Case noire e5 vide · Case blanche f5 vide · Case noire g5 vide · Case blanche h5 vide · Case noire i5 vide · Case blanche j5 vide · Case blanche a4 vide · Case noire b4 vide · Case blanche c4 vide · Case noire d4 vide · Case blanche e4 vide · Case noire f4 vide · Case blanche g4 vide · Case noire h4 vide · Case blanche i4 vide · Case noire j4 vide · Case noire a3 vide · Case blanche b3 vide · Case noire c3 vide · Case blanche d3 vide · Case noire e3 vide · Case blanche f3 vide · Case noire g3 vide · Case blanche h3 vide · Case noire i3 vide · Case blanche j3 vide · Pion blanc sur case blanche a2 · Pion blanc sur case noire b2 · Pion blanc sur case blanche c2 · Pion blanc sur case noire d2 · Pion blanc sur case blanche e2 · Pion blanc sur case noire f2 · Pion blanc sur case blanche g2 · Pion blanc sur case noire h2 · Pion blanc sur case blanche i2 · Pion blanc sur case noire j2 · Cavalier blanc sur case noire a1 · Fou blanc sur case blanche b1 · Cavalier blanc sur case noire c1 · Impératrice blanche sur case blanche d1 · Dame blanche sur case noire e1 · Tour blanche sur case blanche f1 · Fou blanc sur case noire g1 · Princesse blanche sur case blanche h1 · Roi blanc sur case noire i1 · Tour blanche sur case blanche j1 | Cavalier noir sur case blanche a8 · Fou noir sur case noire b8 · Cavalier noir sur case blanche c8 · Impératrice noire sur case noire d8 · Dame noire sur case blanche e8 · Tour noire sur case noire f8 · Fou noir sur case blanche g8 · Princesse noire sur case noire h8 · Roi noir sur case blanche i8 · Tour noire sur case noire j8 · Pion noir sur case noire a7 · Pion noir sur case blanche b7 · Pion noir sur case noire c7 · Pion noir sur case blanche d7 · Pion noir sur case noire e7 · Pion noir sur case blanche f7 · Pion noir sur case noire g7 · Pion noir sur case blanche h7 · Pion noir sur case noire i7 · Pion noir sur case blanche j7 · Case blanche a6 vide · Case noire b6 vide · Case blanche c6 vide · Case noire d6 vide · Case blanche e6 vide · Case noire f6 vide · Case blanche g6 vide · Case noire h6 vide · Case blanche i6 vide · Case noire j6 vide · Case noire a5 vide · Case blanche b5 vide · Case noire c5 vide · Case blanche d5 vide · Case noire e5 vide · Case blanche f5 vide · Case noire g5 vide · Case blanche h5 vide · Case noire i5 vide · Case blanche j5 vide · Case blanche a4 vide · Case noire b4 vide · Case blanche c4 vide · Case noire d4 vide · Case blanche e4 vide · Case noire f4 vide · Case blanche g4 vide · Case noire h4 vide · Case blanche i4 vide · Case noire j4 vide · Case noire a3 vide · Case blanche b3 vide · Case noire c3 vide · Case blanche d3 vide · Case noire e3 vide · Case blanche f3 vide · Case noire g3 vide · Case blanche h3 vide · Case noire i3 vide · Case blanche j3 vide · Pion blanc sur case blanche a2 · Pion blanc sur case noire b2 · Pion blanc sur case blanche c2 · Pion blanc sur case noire d2 · Pion blanc sur case blanche e2 · Pion blanc sur case noire f2 · Pion blanc sur case blanche g2 · Pion blanc sur case noire h2 · Pion blanc sur case blanche i2 · Pion blanc sur case noire j2 · Cavalier blanc sur case noire a1 · Fou blanc sur case blanche b1 · Cavalier blanc sur case noire c1 · Impératrice blanche sur case blanche d1 · Dame blanche sur case noire e1 · Tour blanche sur case blanche f1 · Fou blanc sur case noire g1 · Princesse blanche sur case blanche h1 · Roi blanc sur case noire i1 · Tour blanche sur case blanche j1 | Cavalier noir sur case blanche a8 · Fou noir sur case noire b8 · Cavalier noir sur case blanche c8 · Impératrice noire sur case noire d8 · Dame noire sur case blanche e8 · Tour noire sur case noire f8 · Fou noir sur case blanche g8 · Princesse noire sur case noire h8 · Roi noir sur case blanche i8 · Tour noire sur case noire j8 · Pion noir sur case noire a7 · Pion noir sur case blanche b7 · Pion noir sur case noire c7 · Pion noir sur case blanche d7 · Pion noir sur case noire e7 · Pion noir sur case blanche f7 · Pion noir sur case noire g7 · Pion noir sur case blanche h7 · Pion noir sur case noire i7 · Pion noir sur case blanche j7 · Case blanche a6 vide · Case noire b6 vide · Case blanche c6 vide · Case noire d6 vide · Case blanche e6 vide · Case noire f6 vide · Case blanche g6 vide · Case noire h6 vide · Case blanche i6 vide · Case noire j6 vide · Case noire a5 vide · Case blanche b5 vide · Case noire c5 vide · Case blanche d5 vide · Case noire e5 vide · Case blanche f5 vide · Case noire g5 vide · Case blanche h5 vide · Case noire i5 vide · Case blanche j5 vide · Case blanche a4 vide · Case noire b4 vide · Case blanche c4 vide · Case noire d4 vide · Case blanche e4 vide · Case noire f4 vide · Case blanche g4 vide · Case noire h4 vide · Case blanche i4 vide · Case noire j4 vide · Case noire a3 vide · Case blanche b3 vide · Case noire c3 vide · Case blanche d3 vide · Case noire e3 vide · Case blanche f3 vide · Case noire g3 vide · Case blanche h3 vide · Case noire i3 vide · Case blanche j3 vide · Pion blanc sur case blanche a2 · Pion blanc sur case noire b2 · Pion blanc sur case blanche c2 · Pion blanc sur case noire d2 · Pion blanc sur case blanche e2 · Pion blanc sur case noire f2 · Pion blanc sur case blanche g2 · Pion blanc sur case noire h2 · Pion blanc sur case blanche i2 · Pion blanc sur case noire j2 · Cavalier blanc sur case noire a1 · Fou blanc sur case blanche b1 · Cavalier blanc sur case noire c1 · Impératrice blanche sur case blanche d1 · Dame blanche sur case noire e1 · Tour blanche sur case blanche f1 · Fou blanc sur case noire g1 · Princesse blanche sur case blanche h1 · Roi blanc sur case noire i1 · Tour blanche sur case blanche j1 | Cavalier noir sur case blanche a8 · Fou noir sur case noire b8 · Cavalier noir sur case blanche c8 · Impératrice noire sur case noire d8 · Dame noire sur case blanche e8 · Tour noire sur case noire f8 · Fou noir sur case blanche g8 · Princesse noire sur case noire h8 · Roi noir sur case blanche i8 · Tour noire sur case noire j8 · Pion noir sur case noire a7 · Pion noir sur case blanche b7 · Pion noir sur case noire c7 · Pion noir sur case blanche d7 · Pion noir sur case noire e7 · Pion noir sur case blanche f7 · Pion noir sur case noire g7 · Pion noir sur case blanche h7 · Pion noir sur case noire i7 · Pion noir sur case blanche j7 · Case blanche a6 vide · Case noire b6 vide · Case blanche c6 vide · Case noire d6 vide · Case blanche e6 vide · Case noire f6 vide · Case blanche g6 vide · Case noire h6 vide · Case blanche i6 vide · Case noire j6 vide · Case noire a5 vide · Case blanche b5 vide · Case noire c5 vide · Case blanche d5 vide · Case noire e5 vide · Case blanche f5 vide · Case noire g5 vide · Case blanche h5 vide · Case noire i5 vide · Case blanche j5 vide · Case blanche a4 vide · Case noire b4 vide · Case blanche c4 vide · Case noire d4 vide · Case blanche e4 vide · Case noire f4 vide · Case blanche g4 vide · Case noire h4 vide · Case blanche i4 vide · Case noire j4 vide · Case noire a3 vide · Case blanche b3 vide · Case noire c3 vide · Case blanche d3 vide · Case noire e3 vide · Case blanche f3 vide · Case noire g3 vide · Case blanche h3 vide · Case noire i3 vide · Case blanche j3 vide · Pion blanc sur case blanche a2 · Pion blanc sur case noire b2 · Pion blanc sur case blanche c2 · Pion blanc sur case noire d2 · Pion blanc sur case blanche e2 · Pion blanc sur case noire f2 · Pion blanc sur case blanche g2 · Pion blanc sur case noire h2 · Pion blanc sur case blanche i2 · Pion blanc sur case noire j2 · Cavalier blanc sur case noire a1 · Fou blanc sur case blanche b1 · Cavalier blanc sur case noire c1 · Impératrice blanche sur case blanche d1 · Dame blanche sur case noire e1 · Tour blanche sur case blanche f1 · Fou blanc sur case noire g1 · Princesse blanche sur case blanche h1 · Roi blanc sur case noire i1 · Tour blanche sur case blanche j1 | Cavalier noir sur case blanche a8 · Fou noir sur case noire b8 · Cavalier noir sur case blanche c8 · Impératrice noire sur case noire d8 · Dame noire sur case blanche e8 · Tour noire sur case noire f8 · Fou noir sur case blanche g8 · Princesse noire sur case noire h8 · Roi noir sur case blanche i8 · Tour noire sur case noire j8 · Pion noir sur case noire a7 · Pion noir sur case blanche b7 · Pion noir sur case noire c7 · Pion noir sur case blanche d7 · Pion noir sur case noire e7 · Pion noir sur case blanche f7 · Pion noir sur case noire g7 · Pion noir sur case blanche h7 · Pion noir sur case noire i7 · Pion noir sur case blanche j7 · Case blanche a6 vide · Case noire b6 vide · Case blanche c6 vide · Case noire d6 vide · Case blanche e6 vide · Case noire f6 vide · Case blanche g6 vide · Case noire h6 vide · Case blanche i6 vide · Case noire j6 vide · Case noire a5 vide · Case blanche b5 vide · Case noire c5 vide · Case blanche d5 vide · Case noire e5 vide · Case blanche f5 vide · Case noire g5 vide · Case blanche h5 vide · Case noire i5 vide · Case blanche j5 vide · Case blanche a4 vide · Case noire b4 vide · Case blanche c4 vide · Case noire d4 vide · Case blanche e4 vide · Case noire f4 vide · Case blanche g4 vide · Case noire h4 vide · Case blanche i4 vide · Case noire j4 vide · Case noire a3 vide · Case blanche b3 vide · Case noire c3 vide · Case blanche d3 vide · Case noire e3 vide · Case blanche f3 vide · Case noire g3 vide · Case blanche h3 vide · Case noire i3 vide · Case blanche j3 vide · Pion blanc sur case blanche a2 · Pion blanc sur case noire b2 · Pion blanc sur case blanche c2 · Pion blanc sur case noire d2 · Pion blanc sur case blanche e2 · Pion blanc sur case noire f2 · Pion blanc sur case blanche g2 · Pion blanc sur case noire h2 · Pion blanc sur case blanche i2 · Pion blanc sur case noire j2 · Cavalier blanc sur case noire a1 · Fou blanc sur case blanche b1 · Cavalier blanc sur case noire c1 · Impératrice blanche sur case blanche d1 · Dame blanche sur case noire e1 · Tour blanche sur case blanche f1 · Fou blanc sur case noire g1 · Princesse blanche sur case blanche h1 · Roi blanc sur case noire i1 · Tour blanche sur case blanche j1 | 8 |
| 7 | Cavalier noir sur case blanche a8 · Fou noir sur case noire b8 · Cavalier noir sur case blanche c8 · Impératrice noire sur case noire d8 · Dame noire sur case blanche e8 · Tour noire sur case noire f8 · Fou noir sur case blanche g8 · Princesse noire sur case noire h8 · Roi noir sur case blanche i8 · Tour noire sur case noire j8 · Pion noir sur case noire a7 · Pion noir sur case blanche b7 · Pion noir sur case noire c7 · Pion noir sur case blanche d7 · Pion noir sur case noire e7 · Pion noir sur case blanche f7 · Pion noir sur case noire g7 · Pion noir sur case blanche h7 · Pion noir sur case noire i7 · Pion noir sur case blanche j7 · Case blanche a6 vide · Case noire b6 vide · Case blanche c6 vide · Case noire d6 vide · Case blanche e6 vide · Case noire f6 vide · Case blanche g6 vide · Case noire h6 vide · Case blanche i6 vide · Case noire j6 vide · Case noire a5 vide · Case blanche b5 vide · Case noire c5 vide · Case blanche d5 vide · Case noire e5 vide · Case blanche f5 vide · Case noire g5 vide · Case blanche h5 vide · Case noire i5 vide · Case blanche j5 vide · Case blanche a4 vide · Case noire b4 vide · Case blanche c4 vide · Case noire d4 vide · Case blanche e4 vide · Case noire f4 vide · Case blanche g4 vide · Case noire h4 vide · Case blanche i4 vide · Case noire j4 vide · Case noire a3 vide · Case blanche b3 vide · Case noire c3 vide · Case blanche d3 vide · Case noire e3 vide · Case blanche f3 vide · Case noire g3 vide · Case blanche h3 vide · Case noire i3 vide · Case blanche j3 vide · Pion blanc sur case blanche a2 · Pion blanc sur case noire b2 · Pion blanc sur case blanche c2 · Pion blanc sur case noire d2 · Pion blanc sur case blanche e2 · Pion blanc sur case noire f2 · Pion blanc sur case blanche g2 · Pion blanc sur case noire h2 · Pion blanc sur case blanche i2 · Pion blanc sur case noire j2 · Cavalier blanc sur case noire a1 · Fou blanc sur case blanche b1 · Cavalier blanc sur case noire c1 · Impératrice blanche sur case blanche d1 · Dame blanche sur case noire e1 · Tour blanche sur case blanche f1 · Fou blanc sur case noire g1 · Princesse blanche sur case blanche h1 · Roi blanc sur case noire i1 · Tour blanche sur case blanche j1 | Cavalier noir sur case blanche a8 · Fou noir sur case noire b8 · Cavalier noir sur case blanche c8 · Impératrice noire sur case noire d8 · Dame noire sur case blanche e8 · Tour noire sur case noire f8 · Fou noir sur case blanche g8 · Princesse noire sur case noire h8 · Roi noir sur case blanche i8 · Tour noire sur case noire j8 · Pion noir sur case noire a7 · Pion noir sur case blanche b7 · Pion noir sur case noire c7 · Pion noir sur case blanche d7 · Pion noir sur case noire e7 · Pion noir sur case blanche f7 · Pion noir sur case noire g7 · Pion noir sur case blanche h7 · Pion noir sur case noire i7 · Pion noir sur case blanche j7 · Case blanche a6 vide · Case noire b6 vide · Case blanche c6 vide · Case noire d6 vide · Case blanche e6 vide · Case noire f6 vide · Case blanche g6 vide · Case noire h6 vide · Case blanche i6 vide · Case noire j6 vide · Case noire a5 vide · Case blanche b5 vide · Case noire c5 vide · Case blanche d5 vide · Case noire e5 vide · Case blanche f5 vide · Case noire g5 vide · Case blanche h5 vide · Case noire i5 vide · Case blanche j5 vide · Case blanche a4 vide · Case noire b4 vide · Case blanche c4 vide · Case noire d4 vide · Case blanche e4 vide · Case noire f4 vide · Case blanche g4 vide · Case noire h4 vide · Case blanche i4 vide · Case noire j4 vide · Case noire a3 vide · Case blanche b3 vide · Case noire c3 vide · Case blanche d3 vide · Case noire e3 vide · Case blanche f3 vide · Case noire g3 vide · Case blanche h3 vide · Case noire i3 vide · Case blanche j3 vide · Pion blanc sur case blanche a2 · Pion blanc sur case noire b2 · Pion blanc sur case blanche c2 · Pion blanc sur case noire d2 · Pion blanc sur case blanche e2 · Pion blanc sur case noire f2 · Pion blanc sur case blanche g2 · Pion blanc sur case noire h2 · Pion blanc sur case blanche i2 · Pion blanc sur case noire j2 · Cavalier blanc sur case noire a1 · Fou blanc sur case blanche b1 · Cavalier blanc sur case noire c1 · Impératrice blanche sur case blanche d1 · Dame blanche sur case noire e1 · Tour blanche sur case blanche f1 · Fou blanc sur case noire g1 · Princesse blanche sur case blanche h1 · Roi blanc sur case noire i1 · Tour blanche sur case blanche j1 | Cavalier noir sur case blanche a8 · Fou noir sur case noire b8 · Cavalier noir sur case blanche c8 · Impératrice noire sur case noire d8 · Dame noire sur case blanche e8 · Tour noire sur case noire f8 · Fou noir sur case blanche g8 · Princesse noire sur case noire h8 · Roi noir sur case blanche i8 · Tour noire sur case noire j8 · Pion noir sur case noire a7 · Pion noir sur case blanche b7 · Pion noir sur case noire c7 · Pion noir sur case blanche d7 · Pion noir sur case noire e7 · Pion noir sur case blanche f7 · Pion noir sur case noire g7 · Pion noir sur case blanche h7 · Pion noir sur case noire i7 · Pion noir sur case blanche j7 · Case blanche a6 vide · Case noire b6 vide · Case blanche c6 vide · Case noire d6 vide · Case blanche e6 vide · Case noire f6 vide · Case blanche g6 vide · Case noire h6 vide · Case blanche i6 vide · Case noire j6 vide · Case noire a5 vide · Case blanche b5 vide · Case noire c5 vide · Case blanche d5 vide · Case noire e5 vide · Case blanche f5 vide · Case noire g5 vide · Case blanche h5 vide · Case noire i5 vide · Case blanche j5 vide · Case blanche a4 vide · Case noire b4 vide · Case blanche c4 vide · Case noire d4 vide · Case blanche e4 vide · Case noire f4 vide · Case blanche g4 vide · Case noire h4 vide · Case blanche i4 vide · Case noire j4 vide · Case noire a3 vide · Case blanche b3 vide · Case noire c3 vide · Case blanche d3 vide · Case noire e3 vide · Case blanche f3 vide · Case noire g3 vide · Case blanche h3 vide · Case noire i3 vide · Case blanche j3 vide · Pion blanc sur case blanche a2 · Pion blanc sur case noire b2 · Pion blanc sur case blanche c2 · Pion blanc sur case noire d2 · Pion blanc sur case blanche e2 · Pion blanc sur case noire f2 · Pion blanc sur case blanche g2 · Pion blanc sur case noire h2 · Pion blanc sur case blanche i2 · Pion blanc sur case noire j2 · Cavalier blanc sur case noire a1 · Fou blanc sur case blanche b1 · Cavalier blanc sur case noire c1 · Impératrice blanche sur case blanche d1 · Dame blanche sur case noire e1 · Tour blanche sur case blanche f1 · Fou blanc sur case noire g1 · Princesse blanche sur case blanche h1 · Roi blanc sur case noire i1 · Tour blanche sur case blanche j1 | Cavalier noir sur case blanche a8 · Fou noir sur case noire b8 · Cavalier noir sur case blanche c8 · Impératrice noire sur case noire d8 · Dame noire sur case blanche e8 · Tour noire sur case noire f8 · Fou noir sur case blanche g8 · Princesse noire sur case noire h8 · Roi noir sur case blanche i8 · Tour noire sur case noire j8 · Pion noir sur case noire a7 · Pion noir sur case blanche b7 · Pion noir sur case noire c7 · Pion noir sur case blanche d7 · Pion noir sur case noire e7 · Pion noir sur case blanche f7 · Pion noir sur case noire g7 · Pion noir sur case blanche h7 · Pion noir sur case noire i7 · Pion noir sur case blanche j7 · Case blanche a6 vide · Case noire b6 vide · Case blanche c6 vide · Case noire d6 vide · Case blanche e6 vide · Case noire f6 vide · Case blanche g6 vide · Case noire h6 vide · Case blanche i6 vide · Case noire j6 vide · Case noire a5 vide · Case blanche b5 vide · Case noire c5 vide · Case blanche d5 vide · Case noire e5 vide · Case blanche f5 vide · Case noire g5 vide · Case blanche h5 vide · Case noire i5 vide · Case blanche j5 vide · Case blanche a4 vide · Case noire b4 vide · Case blanche c4 vide · Case noire d4 vide · Case blanche e4 vide · Case noire f4 vide · Case blanche g4 vide · Case noire h4 vide · Case blanche i4 vide · Case noire j4 vide · Case noire a3 vide · Case blanche b3 vide · Case noire c3 vide · Case blanche d3 vide · Case noire e3 vide · Case blanche f3 vide · Case noire g3 vide · Case blanche h3 vide · Case noire i3 vide · Case blanche j3 vide · Pion blanc sur case blanche a2 · Pion blanc sur case noire b2 · Pion blanc sur case blanche c2 · Pion blanc sur case noire d2 · Pion blanc sur case blanche e2 · Pion blanc sur case noire f2 · Pion blanc sur case blanche g2 · Pion blanc sur case noire h2 · Pion blanc sur case blanche i2 · Pion blanc sur case noire j2 · Cavalier blanc sur case noire a1 · Fou blanc sur case blanche b1 · Cavalier blanc sur case noire c1 · Impératrice blanche sur case blanche d1 · Dame blanche sur case noire e1 · Tour blanche sur case blanche f1 · Fou blanc sur case noire g1 · Princesse blanche sur case blanche h1 · Roi blanc sur case noire i1 · Tour blanche sur case blanche j1 | Cavalier noir sur case blanche a8 · Fou noir sur case noire b8 · Cavalier noir sur case blanche c8 · Impératrice noire sur case noire d8 · Dame noire sur case blanche e8 · Tour noire sur case noire f8 · Fou noir sur case blanche g8 · Princesse noire sur case noire h8 · Roi noir sur case blanche i8 · Tour noire sur case noire j8 · Pion noir sur case noire a7 · Pion noir sur case blanche b7 · Pion noir sur case noire c7 · Pion noir sur case blanche d7 · Pion noir sur case noire e7 · Pion noir sur case blanche f7 · Pion noir sur case noire g7 · Pion noir sur case blanche h7 · Pion noir sur case noire i7 · Pion noir sur case blanche j7 · Case blanche a6 vide · Case noire b6 vide · Case blanche c6 vide · Case noire d6 vide · Case blanche e6 vide · Case noire f6 vide · Case blanche g6 vide · Case noire h6 vide · Case blanche i6 vide · Case noire j6 vide · Case noire a5 vide · Case blanche b5 vide · Case noire c5 vide · Case blanche d5 vide · Case noire e5 vide · Case blanche f5 vide · Case noire g5 vide · Case blanche h5 vide · Case noire i5 vide · Case blanche j5 vide · Case blanche a4 vide · Case noire b4 vide · Case blanche c4 vide · Case noire d4 vide · Case blanche e4 vide · Case noire f4 vide · Case blanche g4 vide · Case noire h4 vide · Case blanche i4 vide · Case noire j4 vide · Case noire a3 vide · Case blanche b3 vide · Case noire c3 vide · Case blanche d3 vide · Case noire e3 vide · Case blanche f3 vide · Case noire g3 vide · Case blanche h3 vide · Case noire i3 vide · Case blanche j3 vide · Pion blanc sur case blanche a2 · Pion blanc sur case noire b2 · Pion blanc sur case blanche c2 · Pion blanc sur case noire d2 · Pion blanc sur case blanche e2 · Pion blanc sur case noire f2 · Pion blanc sur case blanche g2 · Pion blanc sur case noire h2 · Pion blanc sur case blanche i2 · Pion blanc sur case noire j2 · Cavalier blanc sur case noire a1 · Fou blanc sur case blanche b1 · Cavalier blanc sur case noire c1 · Impératrice blanche sur case blanche d1 · Dame blanche sur case noire e1 · Tour blanche sur case blanche f1 · Fou blanc sur case noire g1 · Princesse blanche sur case blanche h1 · Roi blanc sur case noire i1 · Tour blanche sur case blanche j1 | Cavalier noir sur case blanche a8 · Fou noir sur case noire b8 · Cavalier noir sur case blanche c8 · Impératrice noire sur case noire d8 · Dame noire sur case blanche e8 · Tour noire sur case noire f8 · Fou noir sur case blanche g8 · Princesse noire sur case noire h8 · Roi noir sur case blanche i8 · Tour noire sur case noire j8 · Pion noir sur case noire a7 · Pion noir sur case blanche b7 · Pion noir sur case noire c7 · Pion noir sur case blanche d7 · Pion noir sur case noire e7 · Pion noir sur case blanche f7 · Pion noir sur case noire g7 · Pion noir sur case blanche h7 · Pion noir sur case noire i7 · Pion noir sur case blanche j7 · Case blanche a6 vide · Case noire b6 vide · Case blanche c6 vide · Case noire d6 vide · Case blanche e6 vide · Case noire f6 vide · Case blanche g6 vide · Case noire h6 vide · Case blanche i6 vide · Case noire j6 vide · Case noire a5 vide · Case blanche b5 vide · Case noire c5 vide · Case blanche d5 vide · Case noire e5 vide · Case blanche f5 vide · Case noire g5 vide · Case blanche h5 vide · Case noire i5 vide · Case blanche j5 vide · Case blanche a4 vide · Case noire b4 vide · Case blanche c4 vide · Case noire d4 vide · Case blanche e4 vide · Case noire f4 vide · Case blanche g4 vide · Case noire h4 vide · Case blanche i4 vide · Case noire j4 vide · Case noire a3 vide · Case blanche b3 vide · Case noire c3 vide · Case blanche d3 vide · Case noire e3 vide · Case blanche f3 vide · Case noire g3 vide · Case blanche h3 vide · Case noire i3 vide · Case blanche j3 vide · Pion blanc sur case blanche a2 · Pion blanc sur case noire b2 · Pion blanc sur case blanche c2 · Pion blanc sur case noire d2 · Pion blanc sur case blanche e2 · Pion blanc sur case noire f2 · Pion blanc sur case blanche g2 · Pion blanc sur case noire h2 · Pion blanc sur case blanche i2 · Pion blanc sur case noire j2 · Cavalier blanc sur case noire a1 · Fou blanc sur case blanche b1 · Cavalier blanc sur case noire c1 · Impératrice blanche sur case blanche d1 · Dame blanche sur case noire e1 · Tour blanche sur case blanche f1 · Fou blanc sur case noire g1 · Princesse blanche sur case blanche h1 · Roi blanc sur case noire i1 · Tour blanche sur case blanche j1 | Cavalier noir sur case blanche a8 · Fou noir sur case noire b8 · Cavalier noir sur case blanche c8 · Impératrice noire sur case noire d8 · Dame noire sur case blanche e8 · Tour noire sur case noire f8 · Fou noir sur case blanche g8 · Princesse noire sur case noire h8 · Roi noir sur case blanche i8 · Tour noire sur case noire j8 · Pion noir sur case noire a7 · Pion noir sur case blanche b7 · Pion noir sur case noire c7 · Pion noir sur case blanche d7 · Pion noir sur case noire e7 · Pion noir sur case blanche f7 · Pion noir sur case noire g7 · Pion noir sur case blanche h7 · Pion noir sur case noire i7 · Pion noir sur case blanche j7 · Case blanche a6 vide · Case noire b6 vide · Case blanche c6 vide · Case noire d6 vide · Case blanche e6 vide · Case noire f6 vide · Case blanche g6 vide · Case noire h6 vide · Case blanche i6 vide · Case noire j6 vide · Case noire a5 vide · Case blanche b5 vide · Case noire c5 vide · Case blanche d5 vide · Case noire e5 vide · Case blanche f5 vide · Case noire g5 vide · Case blanche h5 vide · Case noire i5 vide · Case blanche j5 vide · Case blanche a4 vide · Case noire b4 vide · Case blanche c4 vide · Case noire d4 vide · Case blanche e4 vide · Case noire f4 vide · Case blanche g4 vide · Case noire h4 vide · Case blanche i4 vide · Case noire j4 vide · Case noire a3 vide · Case blanche b3 vide · Case noire c3 vide · Case blanche d3 vide · Case noire e3 vide · Case blanche f3 vide · Case noire g3 vide · Case blanche h3 vide · Case noire i3 vide · Case blanche j3 vide · Pion blanc sur case blanche a2 · Pion blanc sur case noire b2 · Pion blanc sur case blanche c2 · Pion blanc sur case noire d2 · Pion blanc sur case blanche e2 · Pion blanc sur case noire f2 · Pion blanc sur case blanche g2 · Pion blanc sur case noire h2 · Pion blanc sur case blanche i2 · Pion blanc sur case noire j2 · Cavalier blanc sur case noire a1 · Fou blanc sur case blanche b1 · Cavalier blanc sur case noire c1 · Impératrice blanche sur case blanche d1 · Dame blanche sur case noire e1 · Tour blanche sur case blanche f1 · Fou blanc sur case noire g1 · Princesse blanche sur case blanche h1 · Roi blanc sur case noire i1 · Tour blanche sur case blanche j1 | Cavalier noir sur case blanche a8 · Fou noir sur case noire b8 · Cavalier noir sur case blanche c8 · Impératrice noire sur case noire d8 · Dame noire sur case blanche e8 · Tour noire sur case noire f8 · Fou noir sur case blanche g8 · Princesse noire sur case noire h8 · Roi noir sur case blanche i8 · Tour noire sur case noire j8 · Pion noir sur case noire a7 · Pion noir sur case blanche b7 · Pion noir sur case noire c7 · Pion noir sur case blanche d7 · Pion noir sur case noire e7 · Pion noir sur case blanche f7 · Pion noir sur case noire g7 · Pion noir sur case blanche h7 · Pion noir sur case noire i7 · Pion noir sur case blanche j7 · Case blanche a6 vide · Case noire b6 vide · Case blanche c6 vide · Case noire d6 vide · Case blanche e6 vide · Case noire f6 vide · Case blanche g6 vide · Case noire h6 vide · Case blanche i6 vide · Case noire j6 vide · Case noire a5 vide · Case blanche b5 vide · Case noire c5 vide · Case blanche d5 vide · Case noire e5 vide · Case blanche f5 vide · Case noire g5 vide · Case blanche h5 vide · Case noire i5 vide · Case blanche j5 vide · Case blanche a4 vide · Case noire b4 vide · Case blanche c4 vide · Case noire d4 vide · Case blanche e4 vide · Case noire f4 vide · Case blanche g4 vide · Case noire h4 vide · Case blanche i4 vide · Case noire j4 vide · Case noire a3 vide · Case blanche b3 vide · Case noire c3 vide · Case blanche d3 vide · Case noire e3 vide · Case blanche f3 vide · Case noire g3 vide · Case blanche h3 vide · Case noire i3 vide · Case blanche j3 vide · Pion blanc sur case blanche a2 · Pion blanc sur case noire b2 · Pion blanc sur case blanche c2 · Pion blanc sur case noire d2 · Pion blanc sur case blanche e2 · Pion blanc sur case noire f2 · Pion blanc sur case blanche g2 · Pion blanc sur case noire h2 · Pion blanc sur case blanche i2 · Pion blanc sur case noire j2 · Cavalier blanc sur case noire a1 · Fou blanc sur case blanche b1 · Cavalier blanc sur case noire c1 · Impératrice blanche sur case blanche d1 · Dame blanche sur case noire e1 · Tour blanche sur case blanche f1 · Fou blanc sur case noire g1 · Princesse blanche sur case blanche h1 · Roi blanc sur case noire i1 · Tour blanche sur case blanche j1 | Cavalier noir sur case blanche a8 · Fou noir sur case noire b8 · Cavalier noir sur case blanche c8 · Impératrice noire sur case noire d8 · Dame noire sur case blanche e8 · Tour noire sur case noire f8 · Fou noir sur case blanche g8 · Princesse noire sur case noire h8 · Roi noir sur case blanche i8 · Tour noire sur case noire j8 · Pion noir sur case noire a7 · Pion noir sur case blanche b7 · Pion noir sur case noire c7 · Pion noir sur case blanche d7 · Pion noir sur case noire e7 · Pion noir sur case blanche f7 · Pion noir sur case noire g7 · Pion noir sur case blanche h7 · Pion noir sur case noire i7 · Pion noir sur case blanche j7 · Case blanche a6 vide · Case noire b6 vide · Case blanche c6 vide · Case noire d6 vide · Case blanche e6 vide · Case noire f6 vide · Case blanche g6 vide · Case noire h6 vide · Case blanche i6 vide · Case noire j6 vide · Case noire a5 vide · Case blanche b5 vide · Case noire c5 vide · Case blanche d5 vide · Case noire e5 vide · Case blanche f5 vide · Case noire g5 vide · Case blanche h5 vide · Case noire i5 vide · Case blanche j5 vide · Case blanche a4 vide · Case noire b4 vide · Case blanche c4 vide · Case noire d4 vide · Case blanche e4 vide · Case noire f4 vide · Case blanche g4 vide · Case noire h4 vide · Case blanche i4 vide · Case noire j4 vide · Case noire a3 vide · Case blanche b3 vide · Case noire c3 vide · Case blanche d3 vide · Case noire e3 vide · Case blanche f3 vide · Case noire g3 vide · Case blanche h3 vide · Case noire i3 vide · Case blanche j3 vide · Pion blanc sur case blanche a2 · Pion blanc sur case noire b2 · Pion blanc sur case blanche c2 · Pion blanc sur case noire d2 · Pion blanc sur case blanche e2 · Pion blanc sur case noire f2 · Pion blanc sur case blanche g2 · Pion blanc sur case noire h2 · Pion blanc sur case blanche i2 · Pion blanc sur case noire j2 · Cavalier blanc sur case noire a1 · Fou blanc sur case blanche b1 · Cavalier blanc sur case noire c1 · Impératrice blanche sur case blanche d1 · Dame blanche sur case noire e1 · Tour blanche sur case blanche f1 · Fou blanc sur case noire g1 · Princesse blanche sur case blanche h1 · Roi blanc sur case noire i1 · Tour blanche sur case blanche j1 | Cavalier noir sur case blanche a8 · Fou noir sur case noire b8 · Cavalier noir sur case blanche c8 · Impératrice noire sur case noire d8 · Dame noire sur case blanche e8 · Tour noire sur case noire f8 · Fou noir sur case blanche g8 · Princesse noire sur case noire h8 · Roi noir sur case blanche i8 · Tour noire sur case noire j8 · Pion noir sur case noire a7 · Pion noir sur case blanche b7 · Pion noir sur case noire c7 · Pion noir sur case blanche d7 · Pion noir sur case noire e7 · Pion noir sur case blanche f7 · Pion noir sur case noire g7 · Pion noir sur case blanche h7 · Pion noir sur case noire i7 · Pion noir sur case blanche j7 · Case blanche a6 vide · Case noire b6 vide · Case blanche c6 vide · Case noire d6 vide · Case blanche e6 vide · Case noire f6 vide · Case blanche g6 vide · Case noire h6 vide · Case blanche i6 vide · Case noire j6 vide · Case noire a5 vide · Case blanche b5 vide · Case noire c5 vide · Case blanche d5 vide · Case noire e5 vide · Case blanche f5 vide · Case noire g5 vide · Case blanche h5 vide · Case noire i5 vide · Case blanche j5 vide · Case blanche a4 vide · Case noire b4 vide · Case blanche c4 vide · Case noire d4 vide · Case blanche e4 vide · Case noire f4 vide · Case blanche g4 vide · Case noire h4 vide · Case blanche i4 vide · Case noire j4 vide · Case noire a3 vide · Case blanche b3 vide · Case noire c3 vide · Case blanche d3 vide · Case noire e3 vide · Case blanche f3 vide · Case noire g3 vide · Case blanche h3 vide · Case noire i3 vide · Case blanche j3 vide · Pion blanc sur case blanche a2 · Pion blanc sur case noire b2 · Pion blanc sur case blanche c2 · Pion blanc sur case noire d2 · Pion blanc sur case blanche e2 · Pion blanc sur case noire f2 · Pion blanc sur case blanche g2 · Pion blanc sur case noire h2 · Pion blanc sur case blanche i2 · Pion blanc sur case noire j2 · Cavalier blanc sur case noire a1 · Fou blanc sur case blanche b1 · Cavalier blanc sur case noire c1 · Impératrice blanche sur case blanche d1 · Dame blanche sur case noire e1 · Tour blanche sur case blanche f1 · Fou blanc sur case noire g1 · Princesse blanche sur case blanche h1 · Roi blanc sur case noire i1 · Tour blanche sur case blanche j1 | 7 |
| 6 | Cavalier noir sur case blanche a8 · Fou noir sur case noire b8 · Cavalier noir sur case blanche c8 · Impératrice noire sur case noire d8 · Dame noire sur case blanche e8 · Tour noire sur case noire f8 · Fou noir sur case blanche g8 · Princesse noire sur case noire h8 · Roi noir sur case blanche i8 · Tour noire sur case noire j8 · Pion noir sur case noire a7 · Pion noir sur case blanche b7 · Pion noir sur case noire c7 · Pion noir sur case blanche d7 · Pion noir sur case noire e7 · Pion noir sur case blanche f7 · Pion noir sur case noire g7 · Pion noir sur case blanche h7 · Pion noir sur case noire i7 · Pion noir sur case blanche j7 · Case blanche a6 vide · Case noire b6 vide · Case blanche c6 vide · Case noire d6 vide · Case blanche e6 vide · Case noire f6 vide · Case blanche g6 vide · Case noire h6 vide · Case blanche i6 vide · Case noire j6 vide · Case noire a5 vide · Case blanche b5 vide · Case noire c5 vide · Case blanche d5 vide · Case noire e5 vide · Case blanche f5 vide · Case noire g5 vide · Case blanche h5 vide · Case noire i5 vide · Case blanche j5 vide · Case blanche a4 vide · Case noire b4 vide · Case blanche c4 vide · Case noire d4 vide · Case blanche e4 vide · Case noire f4 vide · Case blanche g4 vide · Case noire h4 vide · Case blanche i4 vide · Case noire j4 vide · Case noire a3 vide · Case blanche b3 vide · Case noire c3 vide · Case blanche d3 vide · Case noire e3 vide · Case blanche f3 vide · Case noire g3 vide · Case blanche h3 vide · Case noire i3 vide · Case blanche j3 vide · Pion blanc sur case blanche a2 · Pion blanc sur case noire b2 · Pion blanc sur case blanche c2 · Pion blanc sur case noire d2 · Pion blanc sur case blanche e2 · Pion blanc sur case noire f2 · Pion blanc sur case blanche g2 · Pion blanc sur case noire h2 · Pion blanc sur case blanche i2 · Pion blanc sur case noire j2 · Cavalier blanc sur case noire a1 · Fou blanc sur case blanche b1 · Cavalier blanc sur case noire c1 · Impératrice blanche sur case blanche d1 · Dame blanche sur case noire e1 · Tour blanche sur case blanche f1 · Fou blanc sur case noire g1 · Princesse blanche sur case blanche h1 · Roi blanc sur case noire i1 · Tour blanche sur case blanche j1 | Cavalier noir sur case blanche a8 · Fou noir sur case noire b8 · Cavalier noir sur case blanche c8 · Impératrice noire sur case noire d8 · Dame noire sur case blanche e8 · Tour noire sur case noire f8 · Fou noir sur case blanche g8 · Princesse noire sur case noire h8 · Roi noir sur case blanche i8 · Tour noire sur case noire j8 · Pion noir sur case noire a7 · Pion noir sur case blanche b7 · Pion noir sur case noire c7 · Pion noir sur case blanche d7 · Pion noir sur case noire e7 · Pion noir sur case blanche f7 · Pion noir sur case noire g7 · Pion noir sur case blanche h7 · Pion noir sur case noire i7 · Pion noir sur case blanche j7 · Case blanche a6 vide · Case noire b6 vide · Case blanche c6 vide · Case noire d6 vide · Case blanche e6 vide · Case noire f6 vide · Case blanche g6 vide · Case noire h6 vide · Case blanche i6 vide · Case noire j6 vide · Case noire a5 vide · Case blanche b5 vide · Case noire c5 vide · Case blanche d5 vide · Case noire e5 vide · Case blanche f5 vide · Case noire g5 vide · Case blanche h5 vide · Case noire i5 vide · Case blanche j5 vide · Case blanche a4 vide · Case noire b4 vide · Case blanche c4 vide · Case noire d4 vide · Case blanche e4 vide · Case noire f4 vide · Case blanche g4 vide · Case noire h4 vide · Case blanche i4 vide · Case noire j4 vide · Case noire a3 vide · Case blanche b3 vide · Case noire c3 vide · Case blanche d3 vide · Case noire e3 vide · Case blanche f3 vide · Case noire g3 vide · Case blanche h3 vide · Case noire i3 vide · Case blanche j3 vide · Pion blanc sur case blanche a2 · Pion blanc sur case noire b2 · Pion blanc sur case blanche c2 · Pion blanc sur case noire d2 · Pion blanc sur case blanche e2 · Pion blanc sur case noire f2 · Pion blanc sur case blanche g2 · Pion blanc sur case noire h2 · Pion blanc sur case blanche i2 · Pion blanc sur case noire j2 · Cavalier blanc sur case noire a1 · Fou blanc sur case blanche b1 · Cavalier blanc sur case noire c1 · Impératrice blanche sur case blanche d1 · Dame blanche sur case noire e1 · Tour blanche sur case blanche f1 · Fou blanc sur case noire g1 · Princesse blanche sur case blanche h1 · Roi blanc sur case noire i1 · Tour blanche sur case blanche j1 | Cavalier noir sur case blanche a8 · Fou noir sur case noire b8 · Cavalier noir sur case blanche c8 · Impératrice noire sur case noire d8 · Dame noire sur case blanche e8 · Tour noire sur case noire f8 · Fou noir sur case blanche g8 · Princesse noire sur case noire h8 · Roi noir sur case blanche i8 · Tour noire sur case noire j8 · Pion noir sur case noire a7 · Pion noir sur case blanche b7 · Pion noir sur case noire c7 · Pion noir sur case blanche d7 · Pion noir sur case noire e7 · Pion noir sur case blanche f7 · Pion noir sur case noire g7 · Pion noir sur case blanche h7 · Pion noir sur case noire i7 · Pion noir sur case blanche j7 · Case blanche a6 vide · Case noire b6 vide · Case blanche c6 vide · Case noire d6 vide · Case blanche e6 vide · Case noire f6 vide · Case blanche g6 vide · Case noire h6 vide · Case blanche i6 vide · Case noire j6 vide · Case noire a5 vide · Case blanche b5 vide · Case noire c5 vide · Case blanche d5 vide · Case noire e5 vide · Case blanche f5 vide · Case noire g5 vide · Case blanche h5 vide · Case noire i5 vide · Case blanche j5 vide · Case blanche a4 vide · Case noire b4 vide · Case blanche c4 vide · Case noire d4 vide · Case blanche e4 vide · Case noire f4 vide · Case blanche g4 vide · Case noire h4 vide · Case blanche i4 vide · Case noire j4 vide · Case noire a3 vide · Case blanche b3 vide · Case noire c3 vide · Case blanche d3 vide · Case noire e3 vide · Case blanche f3 vide · Case noire g3 vide · Case blanche h3 vide · Case noire i3 vide · Case blanche j3 vide · Pion blanc sur case blanche a2 · Pion blanc sur case noire b2 · Pion blanc sur case blanche c2 · Pion blanc sur case noire d2 · Pion blanc sur case blanche e2 · Pion blanc sur case noire f2 · Pion blanc sur case blanche g2 · Pion blanc sur case noire h2 · Pion blanc sur case blanche i2 · Pion blanc sur case noire j2 · Cavalier blanc sur case noire a1 · Fou blanc sur case blanche b1 · Cavalier blanc sur case noire c1 · Impératrice blanche sur case blanche d1 · Dame blanche sur case noire e1 · Tour blanche sur case blanche f1 · Fou blanc sur case noire g1 · Princesse blanche sur case blanche h1 · Roi blanc sur case noire i1 · Tour blanche sur case blanche j1 | Cavalier noir sur case blanche a8 · Fou noir sur case noire b8 · Cavalier noir sur case blanche c8 · Impératrice noire sur case noire d8 · Dame noire sur case blanche e8 · Tour noire sur case noire f8 · Fou noir sur case blanche g8 · Princesse noire sur case noire h8 · Roi noir sur case blanche i8 · Tour noire sur case noire j8 · Pion noir sur case noire a7 · Pion noir sur case blanche b7 · Pion noir sur case noire c7 · Pion noir sur case blanche d7 · Pion noir sur case noire e7 · Pion noir sur case blanche f7 · Pion noir sur case noire g7 · Pion noir sur case blanche h7 · Pion noir sur case noire i7 · Pion noir sur case blanche j7 · Case blanche a6 vide · Case noire b6 vide · Case blanche c6 vide · Case noire d6 vide · Case blanche e6 vide · Case noire f6 vide · Case blanche g6 vide · Case noire h6 vide · Case blanche i6 vide · Case noire j6 vide · Case noire a5 vide · Case blanche b5 vide · Case noire c5 vide · Case blanche d5 vide · Case noire e5 vide · Case blanche f5 vide · Case noire g5 vide · Case blanche h5 vide · Case noire i5 vide · Case blanche j5 vide · Case blanche a4 vide · Case noire b4 vide · Case blanche c4 vide · Case noire d4 vide · Case blanche e4 vide · Case noire f4 vide · Case blanche g4 vide · Case noire h4 vide · Case blanche i4 vide · Case noire j4 vide · Case noire a3 vide · Case blanche b3 vide · Case noire c3 vide · Case blanche d3 vide · Case noire e3 vide · Case blanche f3 vide · Case noire g3 vide · Case blanche h3 vide · Case noire i3 vide · Case blanche j3 vide · Pion blanc sur case blanche a2 · Pion blanc sur case noire b2 · Pion blanc sur case blanche c2 · Pion blanc sur case noire d2 · Pion blanc sur case blanche e2 · Pion blanc sur case noire f2 · Pion blanc sur case blanche g2 · Pion blanc sur case noire h2 · Pion blanc sur case blanche i2 · Pion blanc sur case noire j2 · Cavalier blanc sur case noire a1 · Fou blanc sur case blanche b1 · Cavalier blanc sur case noire c1 · Impératrice blanche sur case blanche d1 · Dame blanche sur case noire e1 · Tour blanche sur case blanche f1 · Fou blanc sur case noire g1 · Princesse blanche sur case blanche h1 · Roi blanc sur case noire i1 · Tour blanche sur case blanche j1 | Cavalier noir sur case blanche a8 · Fou noir sur case noire b8 · Cavalier noir sur case blanche c8 · Impératrice noire sur case noire d8 · Dame noire sur case blanche e8 · Tour noire sur case noire f8 · Fou noir sur case blanche g8 · Princesse noire sur case noire h8 · Roi noir sur case blanche i8 · Tour noire sur case noire j8 · Pion noir sur case noire a7 · Pion noir sur case blanche b7 · Pion noir sur case noire c7 · Pion noir sur case blanche d7 · Pion noir sur case noire e7 · Pion noir sur case blanche f7 · Pion noir sur case noire g7 · Pion noir sur case blanche h7 · Pion noir sur case noire i7 · Pion noir sur case blanche j7 · Case blanche a6 vide · Case noire b6 vide · Case blanche c6 vide · Case noire d6 vide · Case blanche e6 vide · Case noire f6 vide · Case blanche g6 vide · Case noire h6 vide · Case blanche i6 vide · Case noire j6 vide · Case noire a5 vide · Case blanche b5 vide · Case noire c5 vide · Case blanche d5 vide · Case noire e5 vide · Case blanche f5 vide · Case noire g5 vide · Case blanche h5 vide · Case noire i5 vide · Case blanche j5 vide · Case blanche a4 vide · Case noire b4 vide · Case blanche c4 vide · Case noire d4 vide · Case blanche e4 vide · Case noire f4 vide · Case blanche g4 vide · Case noire h4 vide · Case blanche i4 vide · Case noire j4 vide · Case noire a3 vide · Case blanche b3 vide · Case noire c3 vide · Case blanche d3 vide · Case noire e3 vide · Case blanche f3 vide · Case noire g3 vide · Case blanche h3 vide · Case noire i3 vide · Case blanche j3 vide · Pion blanc sur case blanche a2 · Pion blanc sur case noire b2 · Pion blanc sur case blanche c2 · Pion blanc sur case noire d2 · Pion blanc sur case blanche e2 · Pion blanc sur case noire f2 · Pion blanc sur case blanche g2 · Pion blanc sur case noire h2 · Pion blanc sur case blanche i2 · Pion blanc sur case noire j2 · Cavalier blanc sur case noire a1 · Fou blanc sur case blanche b1 · Cavalier blanc sur case noire c1 · Impératrice blanche sur case blanche d1 · Dame blanche sur case noire e1 · Tour blanche sur case blanche f1 · Fou blanc sur case noire g1 · Princesse blanche sur case blanche h1 · Roi blanc sur case noire i1 · Tour blanche sur case blanche j1 | Cavalier noir sur case blanche a8 · Fou noir sur case noire b8 · Cavalier noir sur case blanche c8 · Impératrice noire sur case noire d8 · Dame noire sur case blanche e8 · Tour noire sur case noire f8 · Fou noir sur case blanche g8 · Princesse noire sur case noire h8 · Roi noir sur case blanche i8 · Tour noire sur case noire j8 · Pion noir sur case noire a7 · Pion noir sur case blanche b7 · Pion noir sur case noire c7 · Pion noir sur case blanche d7 · Pion noir sur case noire e7 · Pion noir sur case blanche f7 · Pion noir sur case noire g7 · Pion noir sur case blanche h7 · Pion noir sur case noire i7 · Pion noir sur case blanche j7 · Case blanche a6 vide · Case noire b6 vide · Case blanche c6 vide · Case noire d6 vide · Case blanche e6 vide · Case noire f6 vide · Case blanche g6 vide · Case noire h6 vide · Case blanche i6 vide · Case noire j6 vide · Case noire a5 vide · Case blanche b5 vide · Case noire c5 vide · Case blanche d5 vide · Case noire e5 vide · Case blanche f5 vide · Case noire g5 vide · Case blanche h5 vide · Case noire i5 vide · Case blanche j5 vide · Case blanche a4 vide · Case noire b4 vide · Case blanche c4 vide · Case noire d4 vide · Case blanche e4 vide · Case noire f4 vide · Case blanche g4 vide · Case noire h4 vide · Case blanche i4 vide · Case noire j4 vide · Case noire a3 vide · Case blanche b3 vide · Case noire c3 vide · Case blanche d3 vide · Case noire e3 vide · Case blanche f3 vide · Case noire g3 vide · Case blanche h3 vide · Case noire i3 vide · Case blanche j3 vide · Pion blanc sur case blanche a2 · Pion blanc sur case noire b2 · Pion blanc sur case blanche c2 · Pion blanc sur case noire d2 · Pion blanc sur case blanche e2 · Pion blanc sur case noire f2 · Pion blanc sur case blanche g2 · Pion blanc sur case noire h2 · Pion blanc sur case blanche i2 · Pion blanc sur case noire j2 · Cavalier blanc sur case noire a1 · Fou blanc sur case blanche b1 · Cavalier blanc sur case noire c1 · Impératrice blanche sur case blanche d1 · Dame blanche sur case noire e1 · Tour blanche sur case blanche f1 · Fou blanc sur case noire g1 · Princesse blanche sur case blanche h1 · Roi blanc sur case noire i1 · Tour blanche sur case blanche j1 | Cavalier noir sur case blanche a8 · Fou noir sur case noire b8 · Cavalier noir sur case blanche c8 · Impératrice noire sur case noire d8 · Dame noire sur case blanche e8 · Tour noire sur case noire f8 · Fou noir sur case blanche g8 · Princesse noire sur case noire h8 · Roi noir sur case blanche i8 · Tour noire sur case noire j8 · Pion noir sur case noire a7 · Pion noir sur case blanche b7 · Pion noir sur case noire c7 · Pion noir sur case blanche d7 · Pion noir sur case noire e7 · Pion noir sur case blanche f7 · Pion noir sur case noire g7 · Pion noir sur case blanche h7 · Pion noir sur case noire i7 · Pion noir sur case blanche j7 · Case blanche a6 vide · Case noire b6 vide · Case blanche c6 vide · Case noire d6 vide · Case blanche e6 vide · Case noire f6 vide · Case blanche g6 vide · Case noire h6 vide · Case blanche i6 vide · Case noire j6 vide · Case noire a5 vide · Case blanche b5 vide · Case noire c5 vide · Case blanche d5 vide · Case noire e5 vide · Case blanche f5 vide · Case noire g5 vide · Case blanche h5 vide · Case noire i5 vide · Case blanche j5 vide · Case blanche a4 vide · Case noire b4 vide · Case blanche c4 vide · Case noire d4 vide · Case blanche e4 vide · Case noire f4 vide · Case blanche g4 vide · Case noire h4 vide · Case blanche i4 vide · Case noire j4 vide · Case noire a3 vide · Case blanche b3 vide · Case noire c3 vide · Case blanche d3 vide · Case noire e3 vide · Case blanche f3 vide · Case noire g3 vide · Case blanche h3 vide · Case noire i3 vide · Case blanche j3 vide · Pion blanc sur case blanche a2 · Pion blanc sur case noire b2 · Pion blanc sur case blanche c2 · Pion blanc sur case noire d2 · Pion blanc sur case blanche e2 · Pion blanc sur case noire f2 · Pion blanc sur case blanche g2 · Pion blanc sur case noire h2 · Pion blanc sur case blanche i2 · Pion blanc sur case noire j2 · Cavalier blanc sur case noire a1 · Fou blanc sur case blanche b1 · Cavalier blanc sur case noire c1 · Impératrice blanche sur case blanche d1 · Dame blanche sur case noire e1 · Tour blanche sur case blanche f1 · Fou blanc sur case noire g1 · Princesse blanche sur case blanche h1 · Roi blanc sur case noire i1 · Tour blanche sur case blanche j1 | Cavalier noir sur case blanche a8 · Fou noir sur case noire b8 · Cavalier noir sur case blanche c8 · Impératrice noire sur case noire d8 · Dame noire sur case blanche e8 · Tour noire sur case noire f8 · Fou noir sur case blanche g8 · Princesse noire sur case noire h8 · Roi noir sur case blanche i8 · Tour noire sur case noire j8 · Pion noir sur case noire a7 · Pion noir sur case blanche b7 · Pion noir sur case noire c7 · Pion noir sur case blanche d7 · Pion noir sur case noire e7 · Pion noir sur case blanche f7 · Pion noir sur case noire g7 · Pion noir sur case blanche h7 · Pion noir sur case noire i7 · Pion noir sur case blanche j7 · Case blanche a6 vide · Case noire b6 vide · Case blanche c6 vide · Case noire d6 vide · Case blanche e6 vide · Case noire f6 vide · Case blanche g6 vide · Case noire h6 vide · Case blanche i6 vide · Case noire j6 vide · Case noire a5 vide · Case blanche b5 vide · Case noire c5 vide · Case blanche d5 vide · Case noire e5 vide · Case blanche f5 vide · Case noire g5 vide · Case blanche h5 vide · Case noire i5 vide · Case blanche j5 vide · Case blanche a4 vide · Case noire b4 vide · Case blanche c4 vide · Case noire d4 vide · Case blanche e4 vide · Case noire f4 vide · Case blanche g4 vide · Case noire h4 vide · Case blanche i4 vide · Case noire j4 vide · Case noire a3 vide · Case blanche b3 vide · Case noire c3 vide · Case blanche d3 vide · Case noire e3 vide · Case blanche f3 vide · Case noire g3 vide · Case blanche h3 vide · Case noire i3 vide · Case blanche j3 vide · Pion blanc sur case blanche a2 · Pion blanc sur case noire b2 · Pion blanc sur case blanche c2 · Pion blanc sur case noire d2 · Pion blanc sur case blanche e2 · Pion blanc sur case noire f2 · Pion blanc sur case blanche g2 · Pion blanc sur case noire h2 · Pion blanc sur case blanche i2 · Pion blanc sur case noire j2 · Cavalier blanc sur case noire a1 · Fou blanc sur case blanche b1 · Cavalier blanc sur case noire c1 · Impératrice blanche sur case blanche d1 · Dame blanche sur case noire e1 · Tour blanche sur case blanche f1 · Fou blanc sur case noire g1 · Princesse blanche sur case blanche h1 · Roi blanc sur case noire i1 · Tour blanche sur case blanche j1 | Cavalier noir sur case blanche a8 · Fou noir sur case noire b8 · Cavalier noir sur case blanche c8 · Impératrice noire sur case noire d8 · Dame noire sur case blanche e8 · Tour noire sur case noire f8 · Fou noir sur case blanche g8 · Princesse noire sur case noire h8 · Roi noir sur case blanche i8 · Tour noire sur case noire j8 · Pion noir sur case noire a7 · Pion noir sur case blanche b7 · Pion noir sur case noire c7 · Pion noir sur case blanche d7 · Pion noir sur case noire e7 · Pion noir sur case blanche f7 · Pion noir sur case noire g7 · Pion noir sur case blanche h7 · Pion noir sur case noire i7 · Pion noir sur case blanche j7 · Case blanche a6 vide · Case noire b6 vide · Case blanche c6 vide · Case noire d6 vide · Case blanche e6 vide · Case noire f6 vide · Case blanche g6 vide · Case noire h6 vide · Case blanche i6 vide · Case noire j6 vide · Case noire a5 vide · Case blanche b5 vide · Case noire c5 vide · Case blanche d5 vide · Case noire e5 vide · Case blanche f5 vide · Case noire g5 vide · Case blanche h5 vide · Case noire i5 vide · Case blanche j5 vide · Case blanche a4 vide · Case noire b4 vide · Case blanche c4 vide · Case noire d4 vide · Case blanche e4 vide · Case noire f4 vide · Case blanche g4 vide · Case noire h4 vide · Case blanche i4 vide · Case noire j4 vide · Case noire a3 vide · Case blanche b3 vide · Case noire c3 vide · Case blanche d3 vide · Case noire e3 vide · Case blanche f3 vide · Case noire g3 vide · Case blanche h3 vide · Case noire i3 vide · Case blanche j3 vide · Pion blanc sur case blanche a2 · Pion blanc sur case noire b2 · Pion blanc sur case blanche c2 · Pion blanc sur case noire d2 · Pion blanc sur case blanche e2 · Pion blanc sur case noire f2 · Pion blanc sur case blanche g2 · Pion blanc sur case noire h2 · Pion blanc sur case blanche i2 · Pion blanc sur case noire j2 · Cavalier blanc sur case noire a1 · Fou blanc sur case blanche b1 · Cavalier blanc sur case noire c1 · Impératrice blanche sur case blanche d1 · Dame blanche sur case noire e1 · Tour blanche sur case blanche f1 · Fou blanc sur case noire g1 · Princesse blanche sur case blanche h1 · Roi blanc sur case noire i1 · Tour blanche sur case blanche j1 | Cavalier noir sur case blanche a8 · Fou noir sur case noire b8 · Cavalier noir sur case blanche c8 · Impératrice noire sur case noire d8 · Dame noire sur case blanche e8 · Tour noire sur case noire f8 · Fou noir sur case blanche g8 · Princesse noire sur case noire h8 · Roi noir sur case blanche i8 · Tour noire sur case noire j8 · Pion noir sur case noire a7 · Pion noir sur case blanche b7 · Pion noir sur case noire c7 · Pion noir sur case blanche d7 · Pion noir sur case noire e7 · Pion noir sur case blanche f7 · Pion noir sur case noire g7 · Pion noir sur case blanche h7 · Pion noir sur case noire i7 · Pion noir sur case blanche j7 · Case blanche a6 vide · Case noire b6 vide · Case blanche c6 vide · Case noire d6 vide · Case blanche e6 vide · Case noire f6 vide · Case blanche g6 vide · Case noire h6 vide · Case blanche i6 vide · Case noire j6 vide · Case noire a5 vide · Case blanche b5 vide · Case noire c5 vide · Case blanche d5 vide · Case noire e5 vide · Case blanche f5 vide · Case noire g5 vide · Case blanche h5 vide · Case noire i5 vide · Case blanche j5 vide · Case blanche a4 vide · Case noire b4 vide · Case blanche c4 vide · Case noire d4 vide · Case blanche e4 vide · Case noire f4 vide · Case blanche g4 vide · Case noire h4 vide · Case blanche i4 vide · Case noire j4 vide · Case noire a3 vide · Case blanche b3 vide · Case noire c3 vide · Case blanche d3 vide · Case noire e3 vide · Case blanche f3 vide · Case noire g3 vide · Case blanche h3 vide · Case noire i3 vide · Case blanche j3 vide · Pion blanc sur case blanche a2 · Pion blanc sur case noire b2 · Pion blanc sur case blanche c2 · Pion blanc sur case noire d2 · Pion blanc sur case blanche e2 · Pion blanc sur case noire f2 · Pion blanc sur case blanche g2 · Pion blanc sur case noire h2 · Pion blanc sur case blanche i2 · Pion blanc sur case noire j2 · Cavalier blanc sur case noire a1 · Fou blanc sur case blanche b1 · Cavalier blanc sur case noire c1 · Impératrice blanche sur case blanche d1 · Dame blanche sur case noire e1 · Tour blanche sur case blanche f1 · Fou blanc sur case noire g1 · Princesse blanche sur case blanche h1 · Roi blanc sur case noire i1 · Tour blanche sur case blanche j1 | 6 |
| 5 | Cavalier noir sur case blanche a8 · Fou noir sur case noire b8 · Cavalier noir sur case blanche c8 · Impératrice noire sur case noire d8 · Dame noire sur case blanche e8 · Tour noire sur case noire f8 · Fou noir sur case blanche g8 · Princesse noire sur case noire h8 · Roi noir sur case blanche i8 · Tour noire sur case noire j8 · Pion noir sur case noire a7 · Pion noir sur case blanche b7 · Pion noir sur case noire c7 · Pion noir sur case blanche d7 · Pion noir sur case noire e7 · Pion noir sur case blanche f7 · Pion noir sur case noire g7 · Pion noir sur case blanche h7 · Pion noir sur case noire i7 · Pion noir sur case blanche j7 · Case blanche a6 vide · Case noire b6 vide · Case blanche c6 vide · Case noire d6 vide · Case blanche e6 vide · Case noire f6 vide · Case blanche g6 vide · Case noire h6 vide · Case blanche i6 vide · Case noire j6 vide · Case noire a5 vide · Case blanche b5 vide · Case noire c5 vide · Case blanche d5 vide · Case noire e5 vide · Case blanche f5 vide · Case noire g5 vide · Case blanche h5 vide · Case noire i5 vide · Case blanche j5 vide · Case blanche a4 vide · Case noire b4 vide · Case blanche c4 vide · Case noire d4 vide · Case blanche e4 vide · Case noire f4 vide · Case blanche g4 vide · Case noire h4 vide · Case blanche i4 vide · Case noire j4 vide · Case noire a3 vide · Case blanche b3 vide · Case noire c3 vide · Case blanche d3 vide · Case noire e3 vide · Case blanche f3 vide · Case noire g3 vide · Case blanche h3 vide · Case noire i3 vide · Case blanche j3 vide · Pion blanc sur case blanche a2 · Pion blanc sur case noire b2 · Pion blanc sur case blanche c2 · Pion blanc sur case noire d2 · Pion blanc sur case blanche e2 · Pion blanc sur case noire f2 · Pion blanc sur case blanche g2 · Pion blanc sur case noire h2 · Pion blanc sur case blanche i2 · Pion blanc sur case noire j2 · Cavalier blanc sur case noire a1 · Fou blanc sur case blanche b1 · Cavalier blanc sur case noire c1 · Impératrice blanche sur case blanche d1 · Dame blanche sur case noire e1 · Tour blanche sur case blanche f1 · Fou blanc sur case noire g1 · Princesse blanche sur case blanche h1 · Roi blanc sur case noire i1 · Tour blanche sur case blanche j1 | Cavalier noir sur case blanche a8 · Fou noir sur case noire b8 · Cavalier noir sur case blanche c8 · Impératrice noire sur case noire d8 · Dame noire sur case blanche e8 · Tour noire sur case noire f8 · Fou noir sur case blanche g8 · Princesse noire sur case noire h8 · Roi noir sur case blanche i8 · Tour noire sur case noire j8 · Pion noir sur case noire a7 · Pion noir sur case blanche b7 · Pion noir sur case noire c7 · Pion noir sur case blanche d7 · Pion noir sur case noire e7 · Pion noir sur case blanche f7 · Pion noir sur case noire g7 · Pion noir sur case blanche h7 · Pion noir sur case noire i7 · Pion noir sur case blanche j7 · Case blanche a6 vide · Case noire b6 vide · Case blanche c6 vide · Case noire d6 vide · Case blanche e6 vide · Case noire f6 vide · Case blanche g6 vide · Case noire h6 vide · Case blanche i6 vide · Case noire j6 vide · Case noire a5 vide · Case blanche b5 vide · Case noire c5 vide · Case blanche d5 vide · Case noire e5 vide · Case blanche f5 vide · Case noire g5 vide · Case blanche h5 vide · Case noire i5 vide · Case blanche j5 vide · Case blanche a4 vide · Case noire b4 vide · Case blanche c4 vide · Case noire d4 vide · Case blanche e4 vide · Case noire f4 vide · Case blanche g4 vide · Case noire h4 vide · Case blanche i4 vide · Case noire j4 vide · Case noire a3 vide · Case blanche b3 vide · Case noire c3 vide · Case blanche d3 vide · Case noire e3 vide · Case blanche f3 vide · Case noire g3 vide · Case blanche h3 vide · Case noire i3 vide · Case blanche j3 vide · Pion blanc sur case blanche a2 · Pion blanc sur case noire b2 · Pion blanc sur case blanche c2 · Pion blanc sur case noire d2 · Pion blanc sur case blanche e2 · Pion blanc sur case noire f2 · Pion blanc sur case blanche g2 · Pion blanc sur case noire h2 · Pion blanc sur case blanche i2 · Pion blanc sur case noire j2 · Cavalier blanc sur case noire a1 · Fou blanc sur case blanche b1 · Cavalier blanc sur case noire c1 · Impératrice blanche sur case blanche d1 · Dame blanche sur case noire e1 · Tour blanche sur case blanche f1 · Fou blanc sur case noire g1 · Princesse blanche sur case blanche h1 · Roi blanc sur case noire i1 · Tour blanche sur case blanche j1 | Cavalier noir sur case blanche a8 · Fou noir sur case noire b8 · Cavalier noir sur case blanche c8 · Impératrice noire sur case noire d8 · Dame noire sur case blanche e8 · Tour noire sur case noire f8 · Fou noir sur case blanche g8 · Princesse noire sur case noire h8 · Roi noir sur case blanche i8 · Tour noire sur case noire j8 · Pion noir sur case noire a7 · Pion noir sur case blanche b7 · Pion noir sur case noire c7 · Pion noir sur case blanche d7 · Pion noir sur case noire e7 · Pion noir sur case blanche f7 · Pion noir sur case noire g7 · Pion noir sur case blanche h7 · Pion noir sur case noire i7 · Pion noir sur case blanche j7 · Case blanche a6 vide · Case noire b6 vide · Case blanche c6 vide · Case noire d6 vide · Case blanche e6 vide · Case noire f6 vide · Case blanche g6 vide · Case noire h6 vide · Case blanche i6 vide · Case noire j6 vide · Case noire a5 vide · Case blanche b5 vide · Case noire c5 vide · Case blanche d5 vide · Case noire e5 vide · Case blanche f5 vide · Case noire g5 vide · Case blanche h5 vide · Case noire i5 vide · Case blanche j5 vide · Case blanche a4 vide · Case noire b4 vide · Case blanche c4 vide · Case noire d4 vide · Case blanche e4 vide · Case noire f4 vide · Case blanche g4 vide · Case noire h4 vide · Case blanche i4 vide · Case noire j4 vide · Case noire a3 vide · Case blanche b3 vide · Case noire c3 vide · Case blanche d3 vide · Case noire e3 vide · Case blanche f3 vide · Case noire g3 vide · Case blanche h3 vide · Case noire i3 vide · Case blanche j3 vide · Pion blanc sur case blanche a2 · Pion blanc sur case noire b2 · Pion blanc sur case blanche c2 · Pion blanc sur case noire d2 · Pion blanc sur case blanche e2 · Pion blanc sur case noire f2 · Pion blanc sur case blanche g2 · Pion blanc sur case noire h2 · Pion blanc sur case blanche i2 · Pion blanc sur case noire j2 · Cavalier blanc sur case noire a1 · Fou blanc sur case blanche b1 · Cavalier blanc sur case noire c1 · Impératrice blanche sur case blanche d1 · Dame blanche sur case noire e1 · Tour blanche sur case blanche f1 · Fou blanc sur case noire g1 · Princesse blanche sur case blanche h1 · Roi blanc sur case noire i1 · Tour blanche sur case blanche j1 | Cavalier noir sur case blanche a8 · Fou noir sur case noire b8 · Cavalier noir sur case blanche c8 · Impératrice noire sur case noire d8 · Dame noire sur case blanche e8 · Tour noire sur case noire f8 · Fou noir sur case blanche g8 · Princesse noire sur case noire h8 · Roi noir sur case blanche i8 · Tour noire sur case noire j8 · Pion noir sur case noire a7 · Pion noir sur case blanche b7 · Pion noir sur case noire c7 · Pion noir sur case blanche d7 · Pion noir sur case noire e7 · Pion noir sur case blanche f7 · Pion noir sur case noire g7 · Pion noir sur case blanche h7 · Pion noir sur case noire i7 · Pion noir sur case blanche j7 · Case blanche a6 vide · Case noire b6 vide · Case blanche c6 vide · Case noire d6 vide · Case blanche e6 vide · Case noire f6 vide · Case blanche g6 vide · Case noire h6 vide · Case blanche i6 vide · Case noire j6 vide · Case noire a5 vide · Case blanche b5 vide · Case noire c5 vide · Case blanche d5 vide · Case noire e5 vide · Case blanche f5 vide · Case noire g5 vide · Case blanche h5 vide · Case noire i5 vide · Case blanche j5 vide · Case blanche a4 vide · Case noire b4 vide · Case blanche c4 vide · Case noire d4 vide · Case blanche e4 vide · Case noire f4 vide · Case blanche g4 vide · Case noire h4 vide · Case blanche i4 vide · Case noire j4 vide · Case noire a3 vide · Case blanche b3 vide · Case noire c3 vide · Case blanche d3 vide · Case noire e3 vide · Case blanche f3 vide · Case noire g3 vide · Case blanche h3 vide · Case noire i3 vide · Case blanche j3 vide · Pion blanc sur case blanche a2 · Pion blanc sur case noire b2 · Pion blanc sur case blanche c2 · Pion blanc sur case noire d2 · Pion blanc sur case blanche e2 · Pion blanc sur case noire f2 · Pion blanc sur case blanche g2 · Pion blanc sur case noire h2 · Pion blanc sur case blanche i2 · Pion blanc sur case noire j2 · Cavalier blanc sur case noire a1 · Fou blanc sur case blanche b1 · Cavalier blanc sur case noire c1 · Impératrice blanche sur case blanche d1 · Dame blanche sur case noire e1 · Tour blanche sur case blanche f1 · Fou blanc sur case noire g1 · Princesse blanche sur case blanche h1 · Roi blanc sur case noire i1 · Tour blanche sur case blanche j1 | Cavalier noir sur case blanche a8 · Fou noir sur case noire b8 · Cavalier noir sur case blanche c8 · Impératrice noire sur case noire d8 · Dame noire sur case blanche e8 · Tour noire sur case noire f8 · Fou noir sur case blanche g8 · Princesse noire sur case noire h8 · Roi noir sur case blanche i8 · Tour noire sur case noire j8 · Pion noir sur case noire a7 · Pion noir sur case blanche b7 · Pion noir sur case noire c7 · Pion noir sur case blanche d7 · Pion noir sur case noire e7 · Pion noir sur case blanche f7 · Pion noir sur case noire g7 · Pion noir sur case blanche h7 · Pion noir sur case noire i7 · Pion noir sur case blanche j7 · Case blanche a6 vide · Case noire b6 vide · Case blanche c6 vide · Case noire d6 vide · Case blanche e6 vide · Case noire f6 vide · Case blanche g6 vide · Case noire h6 vide · Case blanche i6 vide · Case noire j6 vide · Case noire a5 vide · Case blanche b5 vide · Case noire c5 vide · Case blanche d5 vide · Case noire e5 vide · Case blanche f5 vide · Case noire g5 vide · Case blanche h5 vide · Case noire i5 vide · Case blanche j5 vide · Case blanche a4 vide · Case noire b4 vide · Case blanche c4 vide · Case noire d4 vide · Case blanche e4 vide · Case noire f4 vide · Case blanche g4 vide · Case noire h4 vide · Case blanche i4 vide · Case noire j4 vide · Case noire a3 vide · Case blanche b3 vide · Case noire c3 vide · Case blanche d3 vide · Case noire e3 vide · Case blanche f3 vide · Case noire g3 vide · Case blanche h3 vide · Case noire i3 vide · Case blanche j3 vide · Pion blanc sur case blanche a2 · Pion blanc sur case noire b2 · Pion blanc sur case blanche c2 · Pion blanc sur case noire d2 · Pion blanc sur case blanche e2 · Pion blanc sur case noire f2 · Pion blanc sur case blanche g2 · Pion blanc sur case noire h2 · Pion blanc sur case blanche i2 · Pion blanc sur case noire j2 · Cavalier blanc sur case noire a1 · Fou blanc sur case blanche b1 · Cavalier blanc sur case noire c1 · Impératrice blanche sur case blanche d1 · Dame blanche sur case noire e1 · Tour blanche sur case blanche f1 · Fou blanc sur case noire g1 · Princesse blanche sur case blanche h1 · Roi blanc sur case noire i1 · Tour blanche sur case blanche j1 | Cavalier noir sur case blanche a8 · Fou noir sur case noire b8 · Cavalier noir sur case blanche c8 · Impératrice noire sur case noire d8 · Dame noire sur case blanche e8 · Tour noire sur case noire f8 · Fou noir sur case blanche g8 · Princesse noire sur case noire h8 · Roi noir sur case blanche i8 · Tour noire sur case noire j8 · Pion noir sur case noire a7 · Pion noir sur case blanche b7 · Pion noir sur case noire c7 · Pion noir sur case blanche d7 · Pion noir sur case noire e7 · Pion noir sur case blanche f7 · Pion noir sur case noire g7 · Pion noir sur case blanche h7 · Pion noir sur case noire i7 · Pion noir sur case blanche j7 · Case blanche a6 vide · Case noire b6 vide · Case blanche c6 vide · Case noire d6 vide · Case blanche e6 vide · Case noire f6 vide · Case blanche g6 vide · Case noire h6 vide · Case blanche i6 vide · Case noire j6 vide · Case noire a5 vide · Case blanche b5 vide · Case noire c5 vide · Case blanche d5 vide · Case noire e5 vide · Case blanche f5 vide · Case noire g5 vide · Case blanche h5 vide · Case noire i5 vide · Case blanche j5 vide · Case blanche a4 vide · Case noire b4 vide · Case blanche c4 vide · Case noire d4 vide · Case blanche e4 vide · Case noire f4 vide · Case blanche g4 vide · Case noire h4 vide · Case blanche i4 vide · Case noire j4 vide · Case noire a3 vide · Case blanche b3 vide · Case noire c3 vide · Case blanche d3 vide · Case noire e3 vide · Case blanche f3 vide · Case noire g3 vide · Case blanche h3 vide · Case noire i3 vide · Case blanche j3 vide · Pion blanc sur case blanche a2 · Pion blanc sur case noire b2 · Pion blanc sur case blanche c2 · Pion blanc sur case noire d2 · Pion blanc sur case blanche e2 · Pion blanc sur case noire f2 · Pion blanc sur case blanche g2 · Pion blanc sur case noire h2 · Pion blanc sur case blanche i2 · Pion blanc sur case noire j2 · Cavalier blanc sur case noire a1 · Fou blanc sur case blanche b1 · Cavalier blanc sur case noire c1 · Impératrice blanche sur case blanche d1 · Dame blanche sur case noire e1 · Tour blanche sur case blanche f1 · Fou blanc sur case noire g1 · Princesse blanche sur case blanche h1 · Roi blanc sur case noire i1 · Tour blanche sur case blanche j1 | Cavalier noir sur case blanche a8 · Fou noir sur case noire b8 · Cavalier noir sur case blanche c8 · Impératrice noire sur case noire d8 · Dame noire sur case blanche e8 · Tour noire sur case noire f8 · Fou noir sur case blanche g8 · Princesse noire sur case noire h8 · Roi noir sur case blanche i8 · Tour noire sur case noire j8 · Pion noir sur case noire a7 · Pion noir sur case blanche b7 · Pion noir sur case noire c7 · Pion noir sur case blanche d7 · Pion noir sur case noire e7 · Pion noir sur case blanche f7 · Pion noir sur case noire g7 · Pion noir sur case blanche h7 · Pion noir sur case noire i7 · Pion noir sur case blanche j7 · Case blanche a6 vide · Case noire b6 vide · Case blanche c6 vide · Case noire d6 vide · Case blanche e6 vide · Case noire f6 vide · Case blanche g6 vide · Case noire h6 vide · Case blanche i6 vide · Case noire j6 vide · Case noire a5 vide · Case blanche b5 vide · Case noire c5 vide · Case blanche d5 vide · Case noire e5 vide · Case blanche f5 vide · Case noire g5 vide · Case blanche h5 vide · Case noire i5 vide · Case blanche j5 vide · Case blanche a4 vide · Case noire b4 vide · Case blanche c4 vide · Case noire d4 vide · Case blanche e4 vide · Case noire f4 vide · Case blanche g4 vide · Case noire h4 vide · Case blanche i4 vide · Case noire j4 vide · Case noire a3 vide · Case blanche b3 vide · Case noire c3 vide · Case blanche d3 vide · Case noire e3 vide · Case blanche f3 vide · Case noire g3 vide · Case blanche h3 vide · Case noire i3 vide · Case blanche j3 vide · Pion blanc sur case blanche a2 · Pion blanc sur case noire b2 · Pion blanc sur case blanche c2 · Pion blanc sur case noire d2 · Pion blanc sur case blanche e2 · Pion blanc sur case noire f2 · Pion blanc sur case blanche g2 · Pion blanc sur case noire h2 · Pion blanc sur case blanche i2 · Pion blanc sur case noire j2 · Cavalier blanc sur case noire a1 · Fou blanc sur case blanche b1 · Cavalier blanc sur case noire c1 · Impératrice blanche sur case blanche d1 · Dame blanche sur case noire e1 · Tour blanche sur case blanche f1 · Fou blanc sur case noire g1 · Princesse blanche sur case blanche h1 · Roi blanc sur case noire i1 · Tour blanche sur case blanche j1 | Cavalier noir sur case blanche a8 · Fou noir sur case noire b8 · Cavalier noir sur case blanche c8 · Impératrice noire sur case noire d8 · Dame noire sur case blanche e8 · Tour noire sur case noire f8 · Fou noir sur case blanche g8 · Princesse noire sur case noire h8 · Roi noir sur case blanche i8 · Tour noire sur case noire j8 · Pion noir sur case noire a7 · Pion noir sur case blanche b7 · Pion noir sur case noire c7 · Pion noir sur case blanche d7 · Pion noir sur case noire e7 · Pion noir sur case blanche f7 · Pion noir sur case noire g7 · Pion noir sur case blanche h7 · Pion noir sur case noire i7 · Pion noir sur case blanche j7 · Case blanche a6 vide · Case noire b6 vide · Case blanche c6 vide · Case noire d6 vide · Case blanche e6 vide · Case noire f6 vide · Case blanche g6 vide · Case noire h6 vide · Case blanche i6 vide · Case noire j6 vide · Case noire a5 vide · Case blanche b5 vide · Case noire c5 vide · Case blanche d5 vide · Case noire e5 vide · Case blanche f5 vide · Case noire g5 vide · Case blanche h5 vide · Case noire i5 vide · Case blanche j5 vide · Case blanche a4 vide · Case noire b4 vide · Case blanche c4 vide · Case noire d4 vide · Case blanche e4 vide · Case noire f4 vide · Case blanche g4 vide · Case noire h4 vide · Case blanche i4 vide · Case noire j4 vide · Case noire a3 vide · Case blanche b3 vide · Case noire c3 vide · Case blanche d3 vide · Case noire e3 vide · Case blanche f3 vide · Case noire g3 vide · Case blanche h3 vide · Case noire i3 vide · Case blanche j3 vide · Pion blanc sur case blanche a2 · Pion blanc sur case noire b2 · Pion blanc sur case blanche c2 · Pion blanc sur case noire d2 · Pion blanc sur case blanche e2 · Pion blanc sur case noire f2 · Pion blanc sur case blanche g2 · Pion blanc sur case noire h2 · Pion blanc sur case blanche i2 · Pion blanc sur case noire j2 · Cavalier blanc sur case noire a1 · Fou blanc sur case blanche b1 · Cavalier blanc sur case noire c1 · Impératrice blanche sur case blanche d1 · Dame blanche sur case noire e1 · Tour blanche sur case blanche f1 · Fou blanc sur case noire g1 · Princesse blanche sur case blanche h1 · Roi blanc sur case noire i1 · Tour blanche sur case blanche j1 | Cavalier noir sur case blanche a8 · Fou noir sur case noire b8 · Cavalier noir sur case blanche c8 · Impératrice noire sur case noire d8 · Dame noire sur case blanche e8 · Tour noire sur case noire f8 · Fou noir sur case blanche g8 · Princesse noire sur case noire h8 · Roi noir sur case blanche i8 · Tour noire sur case noire j8 · Pion noir sur case noire a7 · Pion noir sur case blanche b7 · Pion noir sur case noire c7 · Pion noir sur case blanche d7 · Pion noir sur case noire e7 · Pion noir sur case blanche f7 · Pion noir sur case noire g7 · Pion noir sur case blanche h7 · Pion noir sur case noire i7 · Pion noir sur case blanche j7 · Case blanche a6 vide · Case noire b6 vide · Case blanche c6 vide · Case noire d6 vide · Case blanche e6 vide · Case noire f6 vide · Case blanche g6 vide · Case noire h6 vide · Case blanche i6 vide · Case noire j6 vide · Case noire a5 vide · Case blanche b5 vide · Case noire c5 vide · Case blanche d5 vide · Case noire e5 vide · Case blanche f5 vide · Case noire g5 vide · Case blanche h5 vide · Case noire i5 vide · Case blanche j5 vide · Case blanche a4 vide · Case noire b4 vide · Case blanche c4 vide · Case noire d4 vide · Case blanche e4 vide · Case noire f4 vide · Case blanche g4 vide · Case noire h4 vide · Case blanche i4 vide · Case noire j4 vide · Case noire a3 vide · Case blanche b3 vide · Case noire c3 vide · Case blanche d3 vide · Case noire e3 vide · Case blanche f3 vide · Case noire g3 vide · Case blanche h3 vide · Case noire i3 vide · Case blanche j3 vide · Pion blanc sur case blanche a2 · Pion blanc sur case noire b2 · Pion blanc sur case blanche c2 · Pion blanc sur case noire d2 · Pion blanc sur case blanche e2 · Pion blanc sur case noire f2 · Pion blanc sur case blanche g2 · Pion blanc sur case noire h2 · Pion blanc sur case blanche i2 · Pion blanc sur case noire j2 · Cavalier blanc sur case noire a1 · Fou blanc sur case blanche b1 · Cavalier blanc sur case noire c1 · Impératrice blanche sur case blanche d1 · Dame blanche sur case noire e1 · Tour blanche sur case blanche f1 · Fou blanc sur case noire g1 · Princesse blanche sur case blanche h1 · Roi blanc sur case noire i1 · Tour blanche sur case blanche j1 | Cavalier noir sur case blanche a8 · Fou noir sur case noire b8 · Cavalier noir sur case blanche c8 · Impératrice noire sur case noire d8 · Dame noire sur case blanche e8 · Tour noire sur case noire f8 · Fou noir sur case blanche g8 · Princesse noire sur case noire h8 · Roi noir sur case blanche i8 · Tour noire sur case noire j8 · Pion noir sur case noire a7 · Pion noir sur case blanche b7 · Pion noir sur case noire c7 · Pion noir sur case blanche d7 · Pion noir sur case noire e7 · Pion noir sur case blanche f7 · Pion noir sur case noire g7 · Pion noir sur case blanche h7 · Pion noir sur case noire i7 · Pion noir sur case blanche j7 · Case blanche a6 vide · Case noire b6 vide · Case blanche c6 vide · Case noire d6 vide · Case blanche e6 vide · Case noire f6 vide · Case blanche g6 vide · Case noire h6 vide · Case blanche i6 vide · Case noire j6 vide · Case noire a5 vide · Case blanche b5 vide · Case noire c5 vide · Case blanche d5 vide · Case noire e5 vide · Case blanche f5 vide · Case noire g5 vide · Case blanche h5 vide · Case noire i5 vide · Case blanche j5 vide · Case blanche a4 vide · Case noire b4 vide · Case blanche c4 vide · Case noire d4 vide · Case blanche e4 vide · Case noire f4 vide · Case blanche g4 vide · Case noire h4 vide · Case blanche i4 vide · Case noire j4 vide · Case noire a3 vide · Case blanche b3 vide · Case noire c3 vide · Case blanche d3 vide · Case noire e3 vide · Case blanche f3 vide · Case noire g3 vide · Case blanche h3 vide · Case noire i3 vide · Case blanche j3 vide · Pion blanc sur case blanche a2 · Pion blanc sur case noire b2 · Pion blanc sur case blanche c2 · Pion blanc sur case noire d2 · Pion blanc sur case blanche e2 · Pion blanc sur case noire f2 · Pion blanc sur case blanche g2 · Pion blanc sur case noire h2 · Pion blanc sur case blanche i2 · Pion blanc sur case noire j2 · Cavalier blanc sur case noire a1 · Fou blanc sur case blanche b1 · Cavalier blanc sur case noire c1 · Impératrice blanche sur case blanche d1 · Dame blanche sur case noire e1 · Tour blanche sur case blanche f1 · Fou blanc sur case noire g1 · Princesse blanche sur case blanche h1 · Roi blanc sur case noire i1 · Tour blanche sur case blanche j1 | 5 |
| 4 | Cavalier noir sur case blanche a8 · Fou noir sur case noire b8 · Cavalier noir sur case blanche c8 · Impératrice noire sur case noire d8 · Dame noire sur case blanche e8 · Tour noire sur case noire f8 · Fou noir sur case blanche g8 · Princesse noire sur case noire h8 · Roi noir sur case blanche i8 · Tour noire sur case noire j8 · Pion noir sur case noire a7 · Pion noir sur case blanche b7 · Pion noir sur case noire c7 · Pion noir sur case blanche d7 · Pion noir sur case noire e7 · Pion noir sur case blanche f7 · Pion noir sur case noire g7 · Pion noir sur case blanche h7 · Pion noir sur case noire i7 · Pion noir sur case blanche j7 · Case blanche a6 vide · Case noire b6 vide · Case blanche c6 vide · Case noire d6 vide · Case blanche e6 vide · Case noire f6 vide · Case blanche g6 vide · Case noire h6 vide · Case blanche i6 vide · Case noire j6 vide · Case noire a5 vide · Case blanche b5 vide · Case noire c5 vide · Case blanche d5 vide · Case noire e5 vide · Case blanche f5 vide · Case noire g5 vide · Case blanche h5 vide · Case noire i5 vide · Case blanche j5 vide · Case blanche a4 vide · Case noire b4 vide · Case blanche c4 vide · Case noire d4 vide · Case blanche e4 vide · Case noire f4 vide · Case blanche g4 vide · Case noire h4 vide · Case blanche i4 vide · Case noire j4 vide · Case noire a3 vide · Case blanche b3 vide · Case noire c3 vide · Case blanche d3 vide · Case noire e3 vide · Case blanche f3 vide · Case noire g3 vide · Case blanche h3 vide · Case noire i3 vide · Case blanche j3 vide · Pion blanc sur case blanche a2 · Pion blanc sur case noire b2 · Pion blanc sur case blanche c2 · Pion blanc sur case noire d2 · Pion blanc sur case blanche e2 · Pion blanc sur case noire f2 · Pion blanc sur case blanche g2 · Pion blanc sur case noire h2 · Pion blanc sur case blanche i2 · Pion blanc sur case noire j2 · Cavalier blanc sur case noire a1 · Fou blanc sur case blanche b1 · Cavalier blanc sur case noire c1 · Impératrice blanche sur case blanche d1 · Dame blanche sur case noire e1 · Tour blanche sur case blanche f1 · Fou blanc sur case noire g1 · Princesse blanche sur case blanche h1 · Roi blanc sur case noire i1 · Tour blanche sur case blanche j1 | Cavalier noir sur case blanche a8 · Fou noir sur case noire b8 · Cavalier noir sur case blanche c8 · Impératrice noire sur case noire d8 · Dame noire sur case blanche e8 · Tour noire sur case noire f8 · Fou noir sur case blanche g8 · Princesse noire sur case noire h8 · Roi noir sur case blanche i8 · Tour noire sur case noire j8 · Pion noir sur case noire a7 · Pion noir sur case blanche b7 · Pion noir sur case noire c7 · Pion noir sur case blanche d7 · Pion noir sur case noire e7 · Pion noir sur case blanche f7 · Pion noir sur case noire g7 · Pion noir sur case blanche h7 · Pion noir sur case noire i7 · Pion noir sur case blanche j7 · Case blanche a6 vide · Case noire b6 vide · Case blanche c6 vide · Case noire d6 vide · Case blanche e6 vide · Case noire f6 vide · Case blanche g6 vide · Case noire h6 vide · Case blanche i6 vide · Case noire j6 vide · Case noire a5 vide · Case blanche b5 vide · Case noire c5 vide · Case blanche d5 vide · Case noire e5 vide · Case blanche f5 vide · Case noire g5 vide · Case blanche h5 vide · Case noire i5 vide · Case blanche j5 vide · Case blanche a4 vide · Case noire b4 vide · Case blanche c4 vide · Case noire d4 vide · Case blanche e4 vide · Case noire f4 vide · Case blanche g4 vide · Case noire h4 vide · Case blanche i4 vide · Case noire j4 vide · Case noire a3 vide · Case blanche b3 vide · Case noire c3 vide · Case blanche d3 vide · Case noire e3 vide · Case blanche f3 vide · Case noire g3 vide · Case blanche h3 vide · Case noire i3 vide · Case blanche j3 vide · Pion blanc sur case blanche a2 · Pion blanc sur case noire b2 · Pion blanc sur case blanche c2 · Pion blanc sur case noire d2 · Pion blanc sur case blanche e2 · Pion blanc sur case noire f2 · Pion blanc sur case blanche g2 · Pion blanc sur case noire h2 · Pion blanc sur case blanche i2 · Pion blanc sur case noire j2 · Cavalier blanc sur case noire a1 · Fou blanc sur case blanche b1 · Cavalier blanc sur case noire c1 · Impératrice blanche sur case blanche d1 · Dame blanche sur case noire e1 · Tour blanche sur case blanche f1 · Fou blanc sur case noire g1 · Princesse blanche sur case blanche h1 · Roi blanc sur case noire i1 · Tour blanche sur case blanche j1 | Cavalier noir sur case blanche a8 · Fou noir sur case noire b8 · Cavalier noir sur case blanche c8 · Impératrice noire sur case noire d8 · Dame noire sur case blanche e8 · Tour noire sur case noire f8 · Fou noir sur case blanche g8 · Princesse noire sur case noire h8 · Roi noir sur case blanche i8 · Tour noire sur case noire j8 · Pion noir sur case noire a7 · Pion noir sur case blanche b7 · Pion noir sur case noire c7 · Pion noir sur case blanche d7 · Pion noir sur case noire e7 · Pion noir sur case blanche f7 · Pion noir sur case noire g7 · Pion noir sur case blanche h7 · Pion noir sur case noire i7 · Pion noir sur case blanche j7 · Case blanche a6 vide · Case noire b6 vide · Case blanche c6 vide · Case noire d6 vide · Case blanche e6 vide · Case noire f6 vide · Case blanche g6 vide · Case noire h6 vide · Case blanche i6 vide · Case noire j6 vide · Case noire a5 vide · Case blanche b5 vide · Case noire c5 vide · Case blanche d5 vide · Case noire e5 vide · Case blanche f5 vide · Case noire g5 vide · Case blanche h5 vide · Case noire i5 vide · Case blanche j5 vide · Case blanche a4 vide · Case noire b4 vide · Case blanche c4 vide · Case noire d4 vide · Case blanche e4 vide · Case noire f4 vide · Case blanche g4 vide · Case noire h4 vide · Case blanche i4 vide · Case noire j4 vide · Case noire a3 vide · Case blanche b3 vide · Case noire c3 vide · Case blanche d3 vide · Case noire e3 vide · Case blanche f3 vide · Case noire g3 vide · Case blanche h3 vide · Case noire i3 vide · Case blanche j3 vide · Pion blanc sur case blanche a2 · Pion blanc sur case noire b2 · Pion blanc sur case blanche c2 · Pion blanc sur case noire d2 · Pion blanc sur case blanche e2 · Pion blanc sur case noire f2 · Pion blanc sur case blanche g2 · Pion blanc sur case noire h2 · Pion blanc sur case blanche i2 · Pion blanc sur case noire j2 · Cavalier blanc sur case noire a1 · Fou blanc sur case blanche b1 · Cavalier blanc sur case noire c1 · Impératrice blanche sur case blanche d1 · Dame blanche sur case noire e1 · Tour blanche sur case blanche f1 · Fou blanc sur case noire g1 · Princesse blanche sur case blanche h1 · Roi blanc sur case noire i1 · Tour blanche sur case blanche j1 | Cavalier noir sur case blanche a8 · Fou noir sur case noire b8 · Cavalier noir sur case blanche c8 · Impératrice noire sur case noire d8 · Dame noire sur case blanche e8 · Tour noire sur case noire f8 · Fou noir sur case blanche g8 · Princesse noire sur case noire h8 · Roi noir sur case blanche i8 · Tour noire sur case noire j8 · Pion noir sur case noire a7 · Pion noir sur case blanche b7 · Pion noir sur case noire c7 · Pion noir sur case blanche d7 · Pion noir sur case noire e7 · Pion noir sur case blanche f7 · Pion noir sur case noire g7 · Pion noir sur case blanche h7 · Pion noir sur case noire i7 · Pion noir sur case blanche j7 · Case blanche a6 vide · Case noire b6 vide · Case blanche c6 vide · Case noire d6 vide · Case blanche e6 vide · Case noire f6 vide · Case blanche g6 vide · Case noire h6 vide · Case blanche i6 vide · Case noire j6 vide · Case noire a5 vide · Case blanche b5 vide · Case noire c5 vide · Case blanche d5 vide · Case noire e5 vide · Case blanche f5 vide · Case noire g5 vide · Case blanche h5 vide · Case noire i5 vide · Case blanche j5 vide · Case blanche a4 vide · Case noire b4 vide · Case blanche c4 vide · Case noire d4 vide · Case blanche e4 vide · Case noire f4 vide · Case blanche g4 vide · Case noire h4 vide · Case blanche i4 vide · Case noire j4 vide · Case noire a3 vide · Case blanche b3 vide · Case noire c3 vide · Case blanche d3 vide · Case noire e3 vide · Case blanche f3 vide · Case noire g3 vide · Case blanche h3 vide · Case noire i3 vide · Case blanche j3 vide · Pion blanc sur case blanche a2 · Pion blanc sur case noire b2 · Pion blanc sur case blanche c2 · Pion blanc sur case noire d2 · Pion blanc sur case blanche e2 · Pion blanc sur case noire f2 · Pion blanc sur case blanche g2 · Pion blanc sur case noire h2 · Pion blanc sur case blanche i2 · Pion blanc sur case noire j2 · Cavalier blanc sur case noire a1 · Fou blanc sur case blanche b1 · Cavalier blanc sur case noire c1 · Impératrice blanche sur case blanche d1 · Dame blanche sur case noire e1 · Tour blanche sur case blanche f1 · Fou blanc sur case noire g1 · Princesse blanche sur case blanche h1 · Roi blanc sur case noire i1 · Tour blanche sur case blanche j1 | Cavalier noir sur case blanche a8 · Fou noir sur case noire b8 · Cavalier noir sur case blanche c8 · Impératrice noire sur case noire d8 · Dame noire sur case blanche e8 · Tour noire sur case noire f8 · Fou noir sur case blanche g8 · Princesse noire sur case noire h8 · Roi noir sur case blanche i8 · Tour noire sur case noire j8 · Pion noir sur case noire a7 · Pion noir sur case blanche b7 · Pion noir sur case noire c7 · Pion noir sur case blanche d7 · Pion noir sur case noire e7 · Pion noir sur case blanche f7 · Pion noir sur case noire g7 · Pion noir sur case blanche h7 · Pion noir sur case noire i7 · Pion noir sur case blanche j7 · Case blanche a6 vide · Case noire b6 vide · Case blanche c6 vide · Case noire d6 vide · Case blanche e6 vide · Case noire f6 vide · Case blanche g6 vide · Case noire h6 vide · Case blanche i6 vide · Case noire j6 vide · Case noire a5 vide · Case blanche b5 vide · Case noire c5 vide · Case blanche d5 vide · Case noire e5 vide · Case blanche f5 vide · Case noire g5 vide · Case blanche h5 vide · Case noire i5 vide · Case blanche j5 vide · Case blanche a4 vide · Case noire b4 vide · Case blanche c4 vide · Case noire d4 vide · Case blanche e4 vide · Case noire f4 vide · Case blanche g4 vide · Case noire h4 vide · Case blanche i4 vide · Case noire j4 vide · Case noire a3 vide · Case blanche b3 vide · Case noire c3 vide · Case blanche d3 vide · Case noire e3 vide · Case blanche f3 vide · Case noire g3 vide · Case blanche h3 vide · Case noire i3 vide · Case blanche j3 vide · Pion blanc sur case blanche a2 · Pion blanc sur case noire b2 · Pion blanc sur case blanche c2 · Pion blanc sur case noire d2 · Pion blanc sur case blanche e2 · Pion blanc sur case noire f2 · Pion blanc sur case blanche g2 · Pion blanc sur case noire h2 · Pion blanc sur case blanche i2 · Pion blanc sur case noire j2 · Cavalier blanc sur case noire a1 · Fou blanc sur case blanche b1 · Cavalier blanc sur case noire c1 · Impératrice blanche sur case blanche d1 · Dame blanche sur case noire e1 · Tour blanche sur case blanche f1 · Fou blanc sur case noire g1 · Princesse blanche sur case blanche h1 · Roi blanc sur case noire i1 · Tour blanche sur case blanche j1 | Cavalier noir sur case blanche a8 · Fou noir sur case noire b8 · Cavalier noir sur case blanche c8 · Impératrice noire sur case noire d8 · Dame noire sur case blanche e8 · Tour noire sur case noire f8 · Fou noir sur case blanche g8 · Princesse noire sur case noire h8 · Roi noir sur case blanche i8 · Tour noire sur case noire j8 · Pion noir sur case noire a7 · Pion noir sur case blanche b7 · Pion noir sur case noire c7 · Pion noir sur case blanche d7 · Pion noir sur case noire e7 · Pion noir sur case blanche f7 · Pion noir sur case noire g7 · Pion noir sur case blanche h7 · Pion noir sur case noire i7 · Pion noir sur case blanche j7 · Case blanche a6 vide · Case noire b6 vide · Case blanche c6 vide · Case noire d6 vide · Case blanche e6 vide · Case noire f6 vide · Case blanche g6 vide · Case noire h6 vide · Case blanche i6 vide · Case noire j6 vide · Case noire a5 vide · Case blanche b5 vide · Case noire c5 vide · Case blanche d5 vide · Case noire e5 vide · Case blanche f5 vide · Case noire g5 vide · Case blanche h5 vide · Case noire i5 vide · Case blanche j5 vide · Case blanche a4 vide · Case noire b4 vide · Case blanche c4 vide · Case noire d4 vide · Case blanche e4 vide · Case noire f4 vide · Case blanche g4 vide · Case noire h4 vide · Case blanche i4 vide · Case noire j4 vide · Case noire a3 vide · Case blanche b3 vide · Case noire c3 vide · Case blanche d3 vide · Case noire e3 vide · Case blanche f3 vide · Case noire g3 vide · Case blanche h3 vide · Case noire i3 vide · Case blanche j3 vide · Pion blanc sur case blanche a2 · Pion blanc sur case noire b2 · Pion blanc sur case blanche c2 · Pion blanc sur case noire d2 · Pion blanc sur case blanche e2 · Pion blanc sur case noire f2 · Pion blanc sur case blanche g2 · Pion blanc sur case noire h2 · Pion blanc sur case blanche i2 · Pion blanc sur case noire j2 · Cavalier blanc sur case noire a1 · Fou blanc sur case blanche b1 · Cavalier blanc sur case noire c1 · Impératrice blanche sur case blanche d1 · Dame blanche sur case noire e1 · Tour blanche sur case blanche f1 · Fou blanc sur case noire g1 · Princesse blanche sur case blanche h1 · Roi blanc sur case noire i1 · Tour blanche sur case blanche j1 | Cavalier noir sur case blanche a8 · Fou noir sur case noire b8 · Cavalier noir sur case blanche c8 · Impératrice noire sur case noire d8 · Dame noire sur case blanche e8 · Tour noire sur case noire f8 · Fou noir sur case blanche g8 · Princesse noire sur case noire h8 · Roi noir sur case blanche i8 · Tour noire sur case noire j8 · Pion noir sur case noire a7 · Pion noir sur case blanche b7 · Pion noir sur case noire c7 · Pion noir sur case blanche d7 · Pion noir sur case noire e7 · Pion noir sur case blanche f7 · Pion noir sur case noire g7 · Pion noir sur case blanche h7 · Pion noir sur case noire i7 · Pion noir sur case blanche j7 · Case blanche a6 vide · Case noire b6 vide · Case blanche c6 vide · Case noire d6 vide · Case blanche e6 vide · Case noire f6 vide · Case blanche g6 vide · Case noire h6 vide · Case blanche i6 vide · Case noire j6 vide · Case noire a5 vide · Case blanche b5 vide · Case noire c5 vide · Case blanche d5 vide · Case noire e5 vide · Case blanche f5 vide · Case noire g5 vide · Case blanche h5 vide · Case noire i5 vide · Case blanche j5 vide · Case blanche a4 vide · Case noire b4 vide · Case blanche c4 vide · Case noire d4 vide · Case blanche e4 vide · Case noire f4 vide · Case blanche g4 vide · Case noire h4 vide · Case blanche i4 vide · Case noire j4 vide · Case noire a3 vide · Case blanche b3 vide · Case noire c3 vide · Case blanche d3 vide · Case noire e3 vide · Case blanche f3 vide · Case noire g3 vide · Case blanche h3 vide · Case noire i3 vide · Case blanche j3 vide · Pion blanc sur case blanche a2 · Pion blanc sur case noire b2 · Pion blanc sur case blanche c2 · Pion blanc sur case noire d2 · Pion blanc sur case blanche e2 · Pion blanc sur case noire f2 · Pion blanc sur case blanche g2 · Pion blanc sur case noire h2 · Pion blanc sur case blanche i2 · Pion blanc sur case noire j2 · Cavalier blanc sur case noire a1 · Fou blanc sur case blanche b1 · Cavalier blanc sur case noire c1 · Impératrice blanche sur case blanche d1 · Dame blanche sur case noire e1 · Tour blanche sur case blanche f1 · Fou blanc sur case noire g1 · Princesse blanche sur case blanche h1 · Roi blanc sur case noire i1 · Tour blanche sur case blanche j1 | Cavalier noir sur case blanche a8 · Fou noir sur case noire b8 · Cavalier noir sur case blanche c8 · Impératrice noire sur case noire d8 · Dame noire sur case blanche e8 · Tour noire sur case noire f8 · Fou noir sur case blanche g8 · Princesse noire sur case noire h8 · Roi noir sur case blanche i8 · Tour noire sur case noire j8 · Pion noir sur case noire a7 · Pion noir sur case blanche b7 · Pion noir sur case noire c7 · Pion noir sur case blanche d7 · Pion noir sur case noire e7 · Pion noir sur case blanche f7 · Pion noir sur case noire g7 · Pion noir sur case blanche h7 · Pion noir sur case noire i7 · Pion noir sur case blanche j7 · Case blanche a6 vide · Case noire b6 vide · Case blanche c6 vide · Case noire d6 vide · Case blanche e6 vide · Case noire f6 vide · Case blanche g6 vide · Case noire h6 vide · Case blanche i6 vide · Case noire j6 vide · Case noire a5 vide · Case blanche b5 vide · Case noire c5 vide · Case blanche d5 vide · Case noire e5 vide · Case blanche f5 vide · Case noire g5 vide · Case blanche h5 vide · Case noire i5 vide · Case blanche j5 vide · Case blanche a4 vide · Case noire b4 vide · Case blanche c4 vide · Case noire d4 vide · Case blanche e4 vide · Case noire f4 vide · Case blanche g4 vide · Case noire h4 vide · Case blanche i4 vide · Case noire j4 vide · Case noire a3 vide · Case blanche b3 vide · Case noire c3 vide · Case blanche d3 vide · Case noire e3 vide · Case blanche f3 vide · Case noire g3 vide · Case blanche h3 vide · Case noire i3 vide · Case blanche j3 vide · Pion blanc sur case blanche a2 · Pion blanc sur case noire b2 · Pion blanc sur case blanche c2 · Pion blanc sur case noire d2 · Pion blanc sur case blanche e2 · Pion blanc sur case noire f2 · Pion blanc sur case blanche g2 · Pion blanc sur case noire h2 · Pion blanc sur case blanche i2 · Pion blanc sur case noire j2 · Cavalier blanc sur case noire a1 · Fou blanc sur case blanche b1 · Cavalier blanc sur case noire c1 · Impératrice blanche sur case blanche d1 · Dame blanche sur case noire e1 · Tour blanche sur case blanche f1 · Fou blanc sur case noire g1 · Princesse blanche sur case blanche h1 · Roi blanc sur case noire i1 · Tour blanche sur case blanche j1 | Cavalier noir sur case blanche a8 · Fou noir sur case noire b8 · Cavalier noir sur case blanche c8 · Impératrice noire sur case noire d8 · Dame noire sur case blanche e8 · Tour noire sur case noire f8 · Fou noir sur case blanche g8 · Princesse noire sur case noire h8 · Roi noir sur case blanche i8 · Tour noire sur case noire j8 · Pion noir sur case noire a7 · Pion noir sur case blanche b7 · Pion noir sur case noire c7 · Pion noir sur case blanche d7 · Pion noir sur case noire e7 · Pion noir sur case blanche f7 · Pion noir sur case noire g7 · Pion noir sur case blanche h7 · Pion noir sur case noire i7 · Pion noir sur case blanche j7 · Case blanche a6 vide · Case noire b6 vide · Case blanche c6 vide · Case noire d6 vide · Case blanche e6 vide · Case noire f6 vide · Case blanche g6 vide · Case noire h6 vide · Case blanche i6 vide · Case noire j6 vide · Case noire a5 vide · Case blanche b5 vide · Case noire c5 vide · Case blanche d5 vide · Case noire e5 vide · Case blanche f5 vide · Case noire g5 vide · Case blanche h5 vide · Case noire i5 vide · Case blanche j5 vide · Case blanche a4 vide · Case noire b4 vide · Case blanche c4 vide · Case noire d4 vide · Case blanche e4 vide · Case noire f4 vide · Case blanche g4 vide · Case noire h4 vide · Case blanche i4 vide · Case noire j4 vide · Case noire a3 vide · Case blanche b3 vide · Case noire c3 vide · Case blanche d3 vide · Case noire e3 vide · Case blanche f3 vide · Case noire g3 vide · Case blanche h3 vide · Case noire i3 vide · Case blanche j3 vide · Pion blanc sur case blanche a2 · Pion blanc sur case noire b2 · Pion blanc sur case blanche c2 · Pion blanc sur case noire d2 · Pion blanc sur case blanche e2 · Pion blanc sur case noire f2 · Pion blanc sur case blanche g2 · Pion blanc sur case noire h2 · Pion blanc sur case blanche i2 · Pion blanc sur case noire j2 · Cavalier blanc sur case noire a1 · Fou blanc sur case blanche b1 · Cavalier blanc sur case noire c1 · Impératrice blanche sur case blanche d1 · Dame blanche sur case noire e1 · Tour blanche sur case blanche f1 · Fou blanc sur case noire g1 · Princesse blanche sur case blanche h1 · Roi blanc sur case noire i1 · Tour blanche sur case blanche j1 | Cavalier noir sur case blanche a8 · Fou noir sur case noire b8 · Cavalier noir sur case blanche c8 · Impératrice noire sur case noire d8 · Dame noire sur case blanche e8 · Tour noire sur case noire f8 · Fou noir sur case blanche g8 · Princesse noire sur case noire h8 · Roi noir sur case blanche i8 · Tour noire sur case noire j8 · Pion noir sur case noire a7 · Pion noir sur case blanche b7 · Pion noir sur case noire c7 · Pion noir sur case blanche d7 · Pion noir sur case noire e7 · Pion noir sur case blanche f7 · Pion noir sur case noire g7 · Pion noir sur case blanche h7 · Pion noir sur case noire i7 · Pion noir sur case blanche j7 · Case blanche a6 vide · Case noire b6 vide · Case blanche c6 vide · Case noire d6 vide · Case blanche e6 vide · Case noire f6 vide · Case blanche g6 vide · Case noire h6 vide · Case blanche i6 vide · Case noire j6 vide · Case noire a5 vide · Case blanche b5 vide · Case noire c5 vide · Case blanche d5 vide · Case noire e5 vide · Case blanche f5 vide · Case noire g5 vide · Case blanche h5 vide · Case noire i5 vide · Case blanche j5 vide · Case blanche a4 vide · Case noire b4 vide · Case blanche c4 vide · Case noire d4 vide · Case blanche e4 vide · Case noire f4 vide · Case blanche g4 vide · Case noire h4 vide · Case blanche i4 vide · Case noire j4 vide · Case noire a3 vide · Case blanche b3 vide · Case noire c3 vide · Case blanche d3 vide · Case noire e3 vide · Case blanche f3 vide · Case noire g3 vide · Case blanche h3 vide · Case noire i3 vide · Case blanche j3 vide · Pion blanc sur case blanche a2 · Pion blanc sur case noire b2 · Pion blanc sur case blanche c2 · Pion blanc sur case noire d2 · Pion blanc sur case blanche e2 · Pion blanc sur case noire f2 · Pion blanc sur case blanche g2 · Pion blanc sur case noire h2 · Pion blanc sur case blanche i2 · Pion blanc sur case noire j2 · Cavalier blanc sur case noire a1 · Fou blanc sur case blanche b1 · Cavalier blanc sur case noire c1 · Impératrice blanche sur case blanche d1 · Dame blanche sur case noire e1 · Tour blanche sur case blanche f1 · Fou blanc sur case noire g1 · Princesse blanche sur case blanche h1 · Roi blanc sur case noire i1 · Tour blanche sur case blanche j1 | 4 |
| 3 | Cavalier noir sur case blanche a8 · Fou noir sur case noire b8 · Cavalier noir sur case blanche c8 · Impératrice noire sur case noire d8 · Dame noire sur case blanche e8 · Tour noire sur case noire f8 · Fou noir sur case blanche g8 · Princesse noire sur case noire h8 · Roi noir sur case blanche i8 · Tour noire sur case noire j8 · Pion noir sur case noire a7 · Pion noir sur case blanche b7 · Pion noir sur case noire c7 · Pion noir sur case blanche d7 · Pion noir sur case noire e7 · Pion noir sur case blanche f7 · Pion noir sur case noire g7 · Pion noir sur case blanche h7 · Pion noir sur case noire i7 · Pion noir sur case blanche j7 · Case blanche a6 vide · Case noire b6 vide · Case blanche c6 vide · Case noire d6 vide · Case blanche e6 vide · Case noire f6 vide · Case blanche g6 vide · Case noire h6 vide · Case blanche i6 vide · Case noire j6 vide · Case noire a5 vide · Case blanche b5 vide · Case noire c5 vide · Case blanche d5 vide · Case noire e5 vide · Case blanche f5 vide · Case noire g5 vide · Case blanche h5 vide · Case noire i5 vide · Case blanche j5 vide · Case blanche a4 vide · Case noire b4 vide · Case blanche c4 vide · Case noire d4 vide · Case blanche e4 vide · Case noire f4 vide · Case blanche g4 vide · Case noire h4 vide · Case blanche i4 vide · Case noire j4 vide · Case noire a3 vide · Case blanche b3 vide · Case noire c3 vide · Case blanche d3 vide · Case noire e3 vide · Case blanche f3 vide · Case noire g3 vide · Case blanche h3 vide · Case noire i3 vide · Case blanche j3 vide · Pion blanc sur case blanche a2 · Pion blanc sur case noire b2 · Pion blanc sur case blanche c2 · Pion blanc sur case noire d2 · Pion blanc sur case blanche e2 · Pion blanc sur case noire f2 · Pion blanc sur case blanche g2 · Pion blanc sur case noire h2 · Pion blanc sur case blanche i2 · Pion blanc sur case noire j2 · Cavalier blanc sur case noire a1 · Fou blanc sur case blanche b1 · Cavalier blanc sur case noire c1 · Impératrice blanche sur case blanche d1 · Dame blanche sur case noire e1 · Tour blanche sur case blanche f1 · Fou blanc sur case noire g1 · Princesse blanche sur case blanche h1 · Roi blanc sur case noire i1 · Tour blanche sur case blanche j1 | Cavalier noir sur case blanche a8 · Fou noir sur case noire b8 · Cavalier noir sur case blanche c8 · Impératrice noire sur case noire d8 · Dame noire sur case blanche e8 · Tour noire sur case noire f8 · Fou noir sur case blanche g8 · Princesse noire sur case noire h8 · Roi noir sur case blanche i8 · Tour noire sur case noire j8 · Pion noir sur case noire a7 · Pion noir sur case blanche b7 · Pion noir sur case noire c7 · Pion noir sur case blanche d7 · Pion noir sur case noire e7 · Pion noir sur case blanche f7 · Pion noir sur case noire g7 · Pion noir sur case blanche h7 · Pion noir sur case noire i7 · Pion noir sur case blanche j7 · Case blanche a6 vide · Case noire b6 vide · Case blanche c6 vide · Case noire d6 vide · Case blanche e6 vide · Case noire f6 vide · Case blanche g6 vide · Case noire h6 vide · Case blanche i6 vide · Case noire j6 vide · Case noire a5 vide · Case blanche b5 vide · Case noire c5 vide · Case blanche d5 vide · Case noire e5 vide · Case blanche f5 vide · Case noire g5 vide · Case blanche h5 vide · Case noire i5 vide · Case blanche j5 vide · Case blanche a4 vide · Case noire b4 vide · Case blanche c4 vide · Case noire d4 vide · Case blanche e4 vide · Case noire f4 vide · Case blanche g4 vide · Case noire h4 vide · Case blanche i4 vide · Case noire j4 vide · Case noire a3 vide · Case blanche b3 vide · Case noire c3 vide · Case blanche d3 vide · Case noire e3 vide · Case blanche f3 vide · Case noire g3 vide · Case blanche h3 vide · Case noire i3 vide · Case blanche j3 vide · Pion blanc sur case blanche a2 · Pion blanc sur case noire b2 · Pion blanc sur case blanche c2 · Pion blanc sur case noire d2 · Pion blanc sur case blanche e2 · Pion blanc sur case noire f2 · Pion blanc sur case blanche g2 · Pion blanc sur case noire h2 · Pion blanc sur case blanche i2 · Pion blanc sur case noire j2 · Cavalier blanc sur case noire a1 · Fou blanc sur case blanche b1 · Cavalier blanc sur case noire c1 · Impératrice blanche sur case blanche d1 · Dame blanche sur case noire e1 · Tour blanche sur case blanche f1 · Fou blanc sur case noire g1 · Princesse blanche sur case blanche h1 · Roi blanc sur case noire i1 · Tour blanche sur case blanche j1 | Cavalier noir sur case blanche a8 · Fou noir sur case noire b8 · Cavalier noir sur case blanche c8 · Impératrice noire sur case noire d8 · Dame noire sur case blanche e8 · Tour noire sur case noire f8 · Fou noir sur case blanche g8 · Princesse noire sur case noire h8 · Roi noir sur case blanche i8 · Tour noire sur case noire j8 · Pion noir sur case noire a7 · Pion noir sur case blanche b7 · Pion noir sur case noire c7 · Pion noir sur case blanche d7 · Pion noir sur case noire e7 · Pion noir sur case blanche f7 · Pion noir sur case noire g7 · Pion noir sur case blanche h7 · Pion noir sur case noire i7 · Pion noir sur case blanche j7 · Case blanche a6 vide · Case noire b6 vide · Case blanche c6 vide · Case noire d6 vide · Case blanche e6 vide · Case noire f6 vide · Case blanche g6 vide · Case noire h6 vide · Case blanche i6 vide · Case noire j6 vide · Case noire a5 vide · Case blanche b5 vide · Case noire c5 vide · Case blanche d5 vide · Case noire e5 vide · Case blanche f5 vide · Case noire g5 vide · Case blanche h5 vide · Case noire i5 vide · Case blanche j5 vide · Case blanche a4 vide · Case noire b4 vide · Case blanche c4 vide · Case noire d4 vide · Case blanche e4 vide · Case noire f4 vide · Case blanche g4 vide · Case noire h4 vide · Case blanche i4 vide · Case noire j4 vide · Case noire a3 vide · Case blanche b3 vide · Case noire c3 vide · Case blanche d3 vide · Case noire e3 vide · Case blanche f3 vide · Case noire g3 vide · Case blanche h3 vide · Case noire i3 vide · Case blanche j3 vide · Pion blanc sur case blanche a2 · Pion blanc sur case noire b2 · Pion blanc sur case blanche c2 · Pion blanc sur case noire d2 · Pion blanc sur case blanche e2 · Pion blanc sur case noire f2 · Pion blanc sur case blanche g2 · Pion blanc sur case noire h2 · Pion blanc sur case blanche i2 · Pion blanc sur case noire j2 · Cavalier blanc sur case noire a1 · Fou blanc sur case blanche b1 · Cavalier blanc sur case noire c1 · Impératrice blanche sur case blanche d1 · Dame blanche sur case noire e1 · Tour blanche sur case blanche f1 · Fou blanc sur case noire g1 · Princesse blanche sur case blanche h1 · Roi blanc sur case noire i1 · Tour blanche sur case blanche j1 | Cavalier noir sur case blanche a8 · Fou noir sur case noire b8 · Cavalier noir sur case blanche c8 · Impératrice noire sur case noire d8 · Dame noire sur case blanche e8 · Tour noire sur case noire f8 · Fou noir sur case blanche g8 · Princesse noire sur case noire h8 · Roi noir sur case blanche i8 · Tour noire sur case noire j8 · Pion noir sur case noire a7 · Pion noir sur case blanche b7 · Pion noir sur case noire c7 · Pion noir sur case blanche d7 · Pion noir sur case noire e7 · Pion noir sur case blanche f7 · Pion noir sur case noire g7 · Pion noir sur case blanche h7 · Pion noir sur case noire i7 · Pion noir sur case blanche j7 · Case blanche a6 vide · Case noire b6 vide · Case blanche c6 vide · Case noire d6 vide · Case blanche e6 vide · Case noire f6 vide · Case blanche g6 vide · Case noire h6 vide · Case blanche i6 vide · Case noire j6 vide · Case noire a5 vide · Case blanche b5 vide · Case noire c5 vide · Case blanche d5 vide · Case noire e5 vide · Case blanche f5 vide · Case noire g5 vide · Case blanche h5 vide · Case noire i5 vide · Case blanche j5 vide · Case blanche a4 vide · Case noire b4 vide · Case blanche c4 vide · Case noire d4 vide · Case blanche e4 vide · Case noire f4 vide · Case blanche g4 vide · Case noire h4 vide · Case blanche i4 vide · Case noire j4 vide · Case noire a3 vide · Case blanche b3 vide · Case noire c3 vide · Case blanche d3 vide · Case noire e3 vide · Case blanche f3 vide · Case noire g3 vide · Case blanche h3 vide · Case noire i3 vide · Case blanche j3 vide · Pion blanc sur case blanche a2 · Pion blanc sur case noire b2 · Pion blanc sur case blanche c2 · Pion blanc sur case noire d2 · Pion blanc sur case blanche e2 · Pion blanc sur case noire f2 · Pion blanc sur case blanche g2 · Pion blanc sur case noire h2 · Pion blanc sur case blanche i2 · Pion blanc sur case noire j2 · Cavalier blanc sur case noire a1 · Fou blanc sur case blanche b1 · Cavalier blanc sur case noire c1 · Impératrice blanche sur case blanche d1 · Dame blanche sur case noire e1 · Tour blanche sur case blanche f1 · Fou blanc sur case noire g1 · Princesse blanche sur case blanche h1 · Roi blanc sur case noire i1 · Tour blanche sur case blanche j1 | Cavalier noir sur case blanche a8 · Fou noir sur case noire b8 · Cavalier noir sur case blanche c8 · Impératrice noire sur case noire d8 · Dame noire sur case blanche e8 · Tour noire sur case noire f8 · Fou noir sur case blanche g8 · Princesse noire sur case noire h8 · Roi noir sur case blanche i8 · Tour noire sur case noire j8 · Pion noir sur case noire a7 · Pion noir sur case blanche b7 · Pion noir sur case noire c7 · Pion noir sur case blanche d7 · Pion noir sur case noire e7 · Pion noir sur case blanche f7 · Pion noir sur case noire g7 · Pion noir sur case blanche h7 · Pion noir sur case noire i7 · Pion noir sur case blanche j7 · Case blanche a6 vide · Case noire b6 vide · Case blanche c6 vide · Case noire d6 vide · Case blanche e6 vide · Case noire f6 vide · Case blanche g6 vide · Case noire h6 vide · Case blanche i6 vide · Case noire j6 vide · Case noire a5 vide · Case blanche b5 vide · Case noire c5 vide · Case blanche d5 vide · Case noire e5 vide · Case blanche f5 vide · Case noire g5 vide · Case blanche h5 vide · Case noire i5 vide · Case blanche j5 vide · Case blanche a4 vide · Case noire b4 vide · Case blanche c4 vide · Case noire d4 vide · Case blanche e4 vide · Case noire f4 vide · Case blanche g4 vide · Case noire h4 vide · Case blanche i4 vide · Case noire j4 vide · Case noire a3 vide · Case blanche b3 vide · Case noire c3 vide · Case blanche d3 vide · Case noire e3 vide · Case blanche f3 vide · Case noire g3 vide · Case blanche h3 vide · Case noire i3 vide · Case blanche j3 vide · Pion blanc sur case blanche a2 · Pion blanc sur case noire b2 · Pion blanc sur case blanche c2 · Pion blanc sur case noire d2 · Pion blanc sur case blanche e2 · Pion blanc sur case noire f2 · Pion blanc sur case blanche g2 · Pion blanc sur case noire h2 · Pion blanc sur case blanche i2 · Pion blanc sur case noire j2 · Cavalier blanc sur case noire a1 · Fou blanc sur case blanche b1 · Cavalier blanc sur case noire c1 · Impératrice blanche sur case blanche d1 · Dame blanche sur case noire e1 · Tour blanche sur case blanche f1 · Fou blanc sur case noire g1 · Princesse blanche sur case blanche h1 · Roi blanc sur case noire i1 · Tour blanche sur case blanche j1 | Cavalier noir sur case blanche a8 · Fou noir sur case noire b8 · Cavalier noir sur case blanche c8 · Impératrice noire sur case noire d8 · Dame noire sur case blanche e8 · Tour noire sur case noire f8 · Fou noir sur case blanche g8 · Princesse noire sur case noire h8 · Roi noir sur case blanche i8 · Tour noire sur case noire j8 · Pion noir sur case noire a7 · Pion noir sur case blanche b7 · Pion noir sur case noire c7 · Pion noir sur case blanche d7 · Pion noir sur case noire e7 · Pion noir sur case blanche f7 · Pion noir sur case noire g7 · Pion noir sur case blanche h7 · Pion noir sur case noire i7 · Pion noir sur case blanche j7 · Case blanche a6 vide · Case noire b6 vide · Case blanche c6 vide · Case noire d6 vide · Case blanche e6 vide · Case noire f6 vide · Case blanche g6 vide · Case noire h6 vide · Case blanche i6 vide · Case noire j6 vide · Case noire a5 vide · Case blanche b5 vide · Case noire c5 vide · Case blanche d5 vide · Case noire e5 vide · Case blanche f5 vide · Case noire g5 vide · Case blanche h5 vide · Case noire i5 vide · Case blanche j5 vide · Case blanche a4 vide · Case noire b4 vide · Case blanche c4 vide · Case noire d4 vide · Case blanche e4 vide · Case noire f4 vide · Case blanche g4 vide · Case noire h4 vide · Case blanche i4 vide · Case noire j4 vide · Case noire a3 vide · Case blanche b3 vide · Case noire c3 vide · Case blanche d3 vide · Case noire e3 vide · Case blanche f3 vide · Case noire g3 vide · Case blanche h3 vide · Case noire i3 vide · Case blanche j3 vide · Pion blanc sur case blanche a2 · Pion blanc sur case noire b2 · Pion blanc sur case blanche c2 · Pion blanc sur case noire d2 · Pion blanc sur case blanche e2 · Pion blanc sur case noire f2 · Pion blanc sur case blanche g2 · Pion blanc sur case noire h2 · Pion blanc sur case blanche i2 · Pion blanc sur case noire j2 · Cavalier blanc sur case noire a1 · Fou blanc sur case blanche b1 · Cavalier blanc sur case noire c1 · Impératrice blanche sur case blanche d1 · Dame blanche sur case noire e1 · Tour blanche sur case blanche f1 · Fou blanc sur case noire g1 · Princesse blanche sur case blanche h1 · Roi blanc sur case noire i1 · Tour blanche sur case blanche j1 | Cavalier noir sur case blanche a8 · Fou noir sur case noire b8 · Cavalier noir sur case blanche c8 · Impératrice noire sur case noire d8 · Dame noire sur case blanche e8 · Tour noire sur case noire f8 · Fou noir sur case blanche g8 · Princesse noire sur case noire h8 · Roi noir sur case blanche i8 · Tour noire sur case noire j8 · Pion noir sur case noire a7 · Pion noir sur case blanche b7 · Pion noir sur case noire c7 · Pion noir sur case blanche d7 · Pion noir sur case noire e7 · Pion noir sur case blanche f7 · Pion noir sur case noire g7 · Pion noir sur case blanche h7 · Pion noir sur case noire i7 · Pion noir sur case blanche j7 · Case blanche a6 vide · Case noire b6 vide · Case blanche c6 vide · Case noire d6 vide · Case blanche e6 vide · Case noire f6 vide · Case blanche g6 vide · Case noire h6 vide · Case blanche i6 vide · Case noire j6 vide · Case noire a5 vide · Case blanche b5 vide · Case noire c5 vide · Case blanche d5 vide · Case noire e5 vide · Case blanche f5 vide · Case noire g5 vide · Case blanche h5 vide · Case noire i5 vide · Case blanche j5 vide · Case blanche a4 vide · Case noire b4 vide · Case blanche c4 vide · Case noire d4 vide · Case blanche e4 vide · Case noire f4 vide · Case blanche g4 vide · Case noire h4 vide · Case blanche i4 vide · Case noire j4 vide · Case noire a3 vide · Case blanche b3 vide · Case noire c3 vide · Case blanche d3 vide · Case noire e3 vide · Case blanche f3 vide · Case noire g3 vide · Case blanche h3 vide · Case noire i3 vide · Case blanche j3 vide · Pion blanc sur case blanche a2 · Pion blanc sur case noire b2 · Pion blanc sur case blanche c2 · Pion blanc sur case noire d2 · Pion blanc sur case blanche e2 · Pion blanc sur case noire f2 · Pion blanc sur case blanche g2 · Pion blanc sur case noire h2 · Pion blanc sur case blanche i2 · Pion blanc sur case noire j2 · Cavalier blanc sur case noire a1 · Fou blanc sur case blanche b1 · Cavalier blanc sur case noire c1 · Impératrice blanche sur case blanche d1 · Dame blanche sur case noire e1 · Tour blanche sur case blanche f1 · Fou blanc sur case noire g1 · Princesse blanche sur case blanche h1 · Roi blanc sur case noire i1 · Tour blanche sur case blanche j1 | Cavalier noir sur case blanche a8 · Fou noir sur case noire b8 · Cavalier noir sur case blanche c8 · Impératrice noire sur case noire d8 · Dame noire sur case blanche e8 · Tour noire sur case noire f8 · Fou noir sur case blanche g8 · Princesse noire sur case noire h8 · Roi noir sur case blanche i8 · Tour noire sur case noire j8 · Pion noir sur case noire a7 · Pion noir sur case blanche b7 · Pion noir sur case noire c7 · Pion noir sur case blanche d7 · Pion noir sur case noire e7 · Pion noir sur case blanche f7 · Pion noir sur case noire g7 · Pion noir sur case blanche h7 · Pion noir sur case noire i7 · Pion noir sur case blanche j7 · Case blanche a6 vide · Case noire b6 vide · Case blanche c6 vide · Case noire d6 vide · Case blanche e6 vide · Case noire f6 vide · Case blanche g6 vide · Case noire h6 vide · Case blanche i6 vide · Case noire j6 vide · Case noire a5 vide · Case blanche b5 vide · Case noire c5 vide · Case blanche d5 vide · Case noire e5 vide · Case blanche f5 vide · Case noire g5 vide · Case blanche h5 vide · Case noire i5 vide · Case blanche j5 vide · Case blanche a4 vide · Case noire b4 vide · Case blanche c4 vide · Case noire d4 vide · Case blanche e4 vide · Case noire f4 vide · Case blanche g4 vide · Case noire h4 vide · Case blanche i4 vide · Case noire j4 vide · Case noire a3 vide · Case blanche b3 vide · Case noire c3 vide · Case blanche d3 vide · Case noire e3 vide · Case blanche f3 vide · Case noire g3 vide · Case blanche h3 vide · Case noire i3 vide · Case blanche j3 vide · Pion blanc sur case blanche a2 · Pion blanc sur case noire b2 · Pion blanc sur case blanche c2 · Pion blanc sur case noire d2 · Pion blanc sur case blanche e2 · Pion blanc sur case noire f2 · Pion blanc sur case blanche g2 · Pion blanc sur case noire h2 · Pion blanc sur case blanche i2 · Pion blanc sur case noire j2 · Cavalier blanc sur case noire a1 · Fou blanc sur case blanche b1 · Cavalier blanc sur case noire c1 · Impératrice blanche sur case blanche d1 · Dame blanche sur case noire e1 · Tour blanche sur case blanche f1 · Fou blanc sur case noire g1 · Princesse blanche sur case blanche h1 · Roi blanc sur case noire i1 · Tour blanche sur case blanche j1 | Cavalier noir sur case blanche a8 · Fou noir sur case noire b8 · Cavalier noir sur case blanche c8 · Impératrice noire sur case noire d8 · Dame noire sur case blanche e8 · Tour noire sur case noire f8 · Fou noir sur case blanche g8 · Princesse noire sur case noire h8 · Roi noir sur case blanche i8 · Tour noire sur case noire j8 · Pion noir sur case noire a7 · Pion noir sur case blanche b7 · Pion noir sur case noire c7 · Pion noir sur case blanche d7 · Pion noir sur case noire e7 · Pion noir sur case blanche f7 · Pion noir sur case noire g7 · Pion noir sur case blanche h7 · Pion noir sur case noire i7 · Pion noir sur case blanche j7 · Case blanche a6 vide · Case noire b6 vide · Case blanche c6 vide · Case noire d6 vide · Case blanche e6 vide · Case noire f6 vide · Case blanche g6 vide · Case noire h6 vide · Case blanche i6 vide · Case noire j6 vide · Case noire a5 vide · Case blanche b5 vide · Case noire c5 vide · Case blanche d5 vide · Case noire e5 vide · Case blanche f5 vide · Case noire g5 vide · Case blanche h5 vide · Case noire i5 vide · Case blanche j5 vide · Case blanche a4 vide · Case noire b4 vide · Case blanche c4 vide · Case noire d4 vide · Case blanche e4 vide · Case noire f4 vide · Case blanche g4 vide · Case noire h4 vide · Case blanche i4 vide · Case noire j4 vide · Case noire a3 vide · Case blanche b3 vide · Case noire c3 vide · Case blanche d3 vide · Case noire e3 vide · Case blanche f3 vide · Case noire g3 vide · Case blanche h3 vide · Case noire i3 vide · Case blanche j3 vide · Pion blanc sur case blanche a2 · Pion blanc sur case noire b2 · Pion blanc sur case blanche c2 · Pion blanc sur case noire d2 · Pion blanc sur case blanche e2 · Pion blanc sur case noire f2 · Pion blanc sur case blanche g2 · Pion blanc sur case noire h2 · Pion blanc sur case blanche i2 · Pion blanc sur case noire j2 · Cavalier blanc sur case noire a1 · Fou blanc sur case blanche b1 · Cavalier blanc sur case noire c1 · Impératrice blanche sur case blanche d1 · Dame blanche sur case noire e1 · Tour blanche sur case blanche f1 · Fou blanc sur case noire g1 · Princesse blanche sur case blanche h1 · Roi blanc sur case noire i1 · Tour blanche sur case blanche j1 | Cavalier noir sur case blanche a8 · Fou noir sur case noire b8 · Cavalier noir sur case blanche c8 · Impératrice noire sur case noire d8 · Dame noire sur case blanche e8 · Tour noire sur case noire f8 · Fou noir sur case blanche g8 · Princesse noire sur case noire h8 · Roi noir sur case blanche i8 · Tour noire sur case noire j8 · Pion noir sur case noire a7 · Pion noir sur case blanche b7 · Pion noir sur case noire c7 · Pion noir sur case blanche d7 · Pion noir sur case noire e7 · Pion noir sur case blanche f7 · Pion noir sur case noire g7 · Pion noir sur case blanche h7 · Pion noir sur case noire i7 · Pion noir sur case blanche j7 · Case blanche a6 vide · Case noire b6 vide · Case blanche c6 vide · Case noire d6 vide · Case blanche e6 vide · Case noire f6 vide · Case blanche g6 vide · Case noire h6 vide · Case blanche i6 vide · Case noire j6 vide · Case noire a5 vide · Case blanche b5 vide · Case noire c5 vide · Case blanche d5 vide · Case noire e5 vide · Case blanche f5 vide · Case noire g5 vide · Case blanche h5 vide · Case noire i5 vide · Case blanche j5 vide · Case blanche a4 vide · Case noire b4 vide · Case blanche c4 vide · Case noire d4 vide · Case blanche e4 vide · Case noire f4 vide · Case blanche g4 vide · Case noire h4 vide · Case blanche i4 vide · Case noire j4 vide · Case noire a3 vide · Case blanche b3 vide · Case noire c3 vide · Case blanche d3 vide · Case noire e3 vide · Case blanche f3 vide · Case noire g3 vide · Case blanche h3 vide · Case noire i3 vide · Case blanche j3 vide · Pion blanc sur case blanche a2 · Pion blanc sur case noire b2 · Pion blanc sur case blanche c2 · Pion blanc sur case noire d2 · Pion blanc sur case blanche e2 · Pion blanc sur case noire f2 · Pion blanc sur case blanche g2 · Pion blanc sur case noire h2 · Pion blanc sur case blanche i2 · Pion blanc sur case noire j2 · Cavalier blanc sur case noire a1 · Fou blanc sur case blanche b1 · Cavalier blanc sur case noire c1 · Impératrice blanche sur case blanche d1 · Dame blanche sur case noire e1 · Tour blanche sur case blanche f1 · Fou blanc sur case noire g1 · Princesse blanche sur case blanche h1 · Roi blanc sur case noire i1 · Tour blanche sur case blanche j1 | 3 |
| 2 | Cavalier noir sur case blanche a8 · Fou noir sur case noire b8 · Cavalier noir sur case blanche c8 · Impératrice noire sur case noire d8 · Dame noire sur case blanche e8 · Tour noire sur case noire f8 · Fou noir sur case blanche g8 · Princesse noire sur case noire h8 · Roi noir sur case blanche i8 · Tour noire sur case noire j8 · Pion noir sur case noire a7 · Pion noir sur case blanche b7 · Pion noir sur case noire c7 · Pion noir sur case blanche d7 · Pion noir sur case noire e7 · Pion noir sur case blanche f7 · Pion noir sur case noire g7 · Pion noir sur case blanche h7 · Pion noir sur case noire i7 · Pion noir sur case blanche j7 · Case blanche a6 vide · Case noire b6 vide · Case blanche c6 vide · Case noire d6 vide · Case blanche e6 vide · Case noire f6 vide · Case blanche g6 vide · Case noire h6 vide · Case blanche i6 vide · Case noire j6 vide · Case noire a5 vide · Case blanche b5 vide · Case noire c5 vide · Case blanche d5 vide · Case noire e5 vide · Case blanche f5 vide · Case noire g5 vide · Case blanche h5 vide · Case noire i5 vide · Case blanche j5 vide · Case blanche a4 vide · Case noire b4 vide · Case blanche c4 vide · Case noire d4 vide · Case blanche e4 vide · Case noire f4 vide · Case blanche g4 vide · Case noire h4 vide · Case blanche i4 vide · Case noire j4 vide · Case noire a3 vide · Case blanche b3 vide · Case noire c3 vide · Case blanche d3 vide · Case noire e3 vide · Case blanche f3 vide · Case noire g3 vide · Case blanche h3 vide · Case noire i3 vide · Case blanche j3 vide · Pion blanc sur case blanche a2 · Pion blanc sur case noire b2 · Pion blanc sur case blanche c2 · Pion blanc sur case noire d2 · Pion blanc sur case blanche e2 · Pion blanc sur case noire f2 · Pion blanc sur case blanche g2 · Pion blanc sur case noire h2 · Pion blanc sur case blanche i2 · Pion blanc sur case noire j2 · Cavalier blanc sur case noire a1 · Fou blanc sur case blanche b1 · Cavalier blanc sur case noire c1 · Impératrice blanche sur case blanche d1 · Dame blanche sur case noire e1 · Tour blanche sur case blanche f1 · Fou blanc sur case noire g1 · Princesse blanche sur case blanche h1 · Roi blanc sur case noire i1 · Tour blanche sur case blanche j1 | Cavalier noir sur case blanche a8 · Fou noir sur case noire b8 · Cavalier noir sur case blanche c8 · Impératrice noire sur case noire d8 · Dame noire sur case blanche e8 · Tour noire sur case noire f8 · Fou noir sur case blanche g8 · Princesse noire sur case noire h8 · Roi noir sur case blanche i8 · Tour noire sur case noire j8 · Pion noir sur case noire a7 · Pion noir sur case blanche b7 · Pion noir sur case noire c7 · Pion noir sur case blanche d7 · Pion noir sur case noire e7 · Pion noir sur case blanche f7 · Pion noir sur case noire g7 · Pion noir sur case blanche h7 · Pion noir sur case noire i7 · Pion noir sur case blanche j7 · Case blanche a6 vide · Case noire b6 vide · Case blanche c6 vide · Case noire d6 vide · Case blanche e6 vide · Case noire f6 vide · Case blanche g6 vide · Case noire h6 vide · Case blanche i6 vide · Case noire j6 vide · Case noire a5 vide · Case blanche b5 vide · Case noire c5 vide · Case blanche d5 vide · Case noire e5 vide · Case blanche f5 vide · Case noire g5 vide · Case blanche h5 vide · Case noire i5 vide · Case blanche j5 vide · Case blanche a4 vide · Case noire b4 vide · Case blanche c4 vide · Case noire d4 vide · Case blanche e4 vide · Case noire f4 vide · Case blanche g4 vide · Case noire h4 vide · Case blanche i4 vide · Case noire j4 vide · Case noire a3 vide · Case blanche b3 vide · Case noire c3 vide · Case blanche d3 vide · Case noire e3 vide · Case blanche f3 vide · Case noire g3 vide · Case blanche h3 vide · Case noire i3 vide · Case blanche j3 vide · Pion blanc sur case blanche a2 · Pion blanc sur case noire b2 · Pion blanc sur case blanche c2 · Pion blanc sur case noire d2 · Pion blanc sur case blanche e2 · Pion blanc sur case noire f2 · Pion blanc sur case blanche g2 · Pion blanc sur case noire h2 · Pion blanc sur case blanche i2 · Pion blanc sur case noire j2 · Cavalier blanc sur case noire a1 · Fou blanc sur case blanche b1 · Cavalier blanc sur case noire c1 · Impératrice blanche sur case blanche d1 · Dame blanche sur case noire e1 · Tour blanche sur case blanche f1 · Fou blanc sur case noire g1 · Princesse blanche sur case blanche h1 · Roi blanc sur case noire i1 · Tour blanche sur case blanche j1 | Cavalier noir sur case blanche a8 · Fou noir sur case noire b8 · Cavalier noir sur case blanche c8 · Impératrice noire sur case noire d8 · Dame noire sur case blanche e8 · Tour noire sur case noire f8 · Fou noir sur case blanche g8 · Princesse noire sur case noire h8 · Roi noir sur case blanche i8 · Tour noire sur case noire j8 · Pion noir sur case noire a7 · Pion noir sur case blanche b7 · Pion noir sur case noire c7 · Pion noir sur case blanche d7 · Pion noir sur case noire e7 · Pion noir sur case blanche f7 · Pion noir sur case noire g7 · Pion noir sur case blanche h7 · Pion noir sur case noire i7 · Pion noir sur case blanche j7 · Case blanche a6 vide · Case noire b6 vide · Case blanche c6 vide · Case noire d6 vide · Case blanche e6 vide · Case noire f6 vide · Case blanche g6 vide · Case noire h6 vide · Case blanche i6 vide · Case noire j6 vide · Case noire a5 vide · Case blanche b5 vide · Case noire c5 vide · Case blanche d5 vide · Case noire e5 vide · Case blanche f5 vide · Case noire g5 vide · Case blanche h5 vide · Case noire i5 vide · Case blanche j5 vide · Case blanche a4 vide · Case noire b4 vide · Case blanche c4 vide · Case noire d4 vide · Case blanche e4 vide · Case noire f4 vide · Case blanche g4 vide · Case noire h4 vide · Case blanche i4 vide · Case noire j4 vide · Case noire a3 vide · Case blanche b3 vide · Case noire c3 vide · Case blanche d3 vide · Case noire e3 vide · Case blanche f3 vide · Case noire g3 vide · Case blanche h3 vide · Case noire i3 vide · Case blanche j3 vide · Pion blanc sur case blanche a2 · Pion blanc sur case noire b2 · Pion blanc sur case blanche c2 · Pion blanc sur case noire d2 · Pion blanc sur case blanche e2 · Pion blanc sur case noire f2 · Pion blanc sur case blanche g2 · Pion blanc sur case noire h2 · Pion blanc sur case blanche i2 · Pion blanc sur case noire j2 · Cavalier blanc sur case noire a1 · Fou blanc sur case blanche b1 · Cavalier blanc sur case noire c1 · Impératrice blanche sur case blanche d1 · Dame blanche sur case noire e1 · Tour blanche sur case blanche f1 · Fou blanc sur case noire g1 · Princesse blanche sur case blanche h1 · Roi blanc sur case noire i1 · Tour blanche sur case blanche j1 | Cavalier noir sur case blanche a8 · Fou noir sur case noire b8 · Cavalier noir sur case blanche c8 · Impératrice noire sur case noire d8 · Dame noire sur case blanche e8 · Tour noire sur case noire f8 · Fou noir sur case blanche g8 · Princesse noire sur case noire h8 · Roi noir sur case blanche i8 · Tour noire sur case noire j8 · Pion noir sur case noire a7 · Pion noir sur case blanche b7 · Pion noir sur case noire c7 · Pion noir sur case blanche d7 · Pion noir sur case noire e7 · Pion noir sur case blanche f7 · Pion noir sur case noire g7 · Pion noir sur case blanche h7 · Pion noir sur case noire i7 · Pion noir sur case blanche j7 · Case blanche a6 vide · Case noire b6 vide · Case blanche c6 vide · Case noire d6 vide · Case blanche e6 vide · Case noire f6 vide · Case blanche g6 vide · Case noire h6 vide · Case blanche i6 vide · Case noire j6 vide · Case noire a5 vide · Case blanche b5 vide · Case noire c5 vide · Case blanche d5 vide · Case noire e5 vide · Case blanche f5 vide · Case noire g5 vide · Case blanche h5 vide · Case noire i5 vide · Case blanche j5 vide · Case blanche a4 vide · Case noire b4 vide · Case blanche c4 vide · Case noire d4 vide · Case blanche e4 vide · Case noire f4 vide · Case blanche g4 vide · Case noire h4 vide · Case blanche i4 vide · Case noire j4 vide · Case noire a3 vide · Case blanche b3 vide · Case noire c3 vide · Case blanche d3 vide · Case noire e3 vide · Case blanche f3 vide · Case noire g3 vide · Case blanche h3 vide · Case noire i3 vide · Case blanche j3 vide · Pion blanc sur case blanche a2 · Pion blanc sur case noire b2 · Pion blanc sur case blanche c2 · Pion blanc sur case noire d2 · Pion blanc sur case blanche e2 · Pion blanc sur case noire f2 · Pion blanc sur case blanche g2 · Pion blanc sur case noire h2 · Pion blanc sur case blanche i2 · Pion blanc sur case noire j2 · Cavalier blanc sur case noire a1 · Fou blanc sur case blanche b1 · Cavalier blanc sur case noire c1 · Impératrice blanche sur case blanche d1 · Dame blanche sur case noire e1 · Tour blanche sur case blanche f1 · Fou blanc sur case noire g1 · Princesse blanche sur case blanche h1 · Roi blanc sur case noire i1 · Tour blanche sur case blanche j1 | Cavalier noir sur case blanche a8 · Fou noir sur case noire b8 · Cavalier noir sur case blanche c8 · Impératrice noire sur case noire d8 · Dame noire sur case blanche e8 · Tour noire sur case noire f8 · Fou noir sur case blanche g8 · Princesse noire sur case noire h8 · Roi noir sur case blanche i8 · Tour noire sur case noire j8 · Pion noir sur case noire a7 · Pion noir sur case blanche b7 · Pion noir sur case noire c7 · Pion noir sur case blanche d7 · Pion noir sur case noire e7 · Pion noir sur case blanche f7 · Pion noir sur case noire g7 · Pion noir sur case blanche h7 · Pion noir sur case noire i7 · Pion noir sur case blanche j7 · Case blanche a6 vide · Case noire b6 vide · Case blanche c6 vide · Case noire d6 vide · Case blanche e6 vide · Case noire f6 vide · Case blanche g6 vide · Case noire h6 vide · Case blanche i6 vide · Case noire j6 vide · Case noire a5 vide · Case blanche b5 vide · Case noire c5 vide · Case blanche d5 vide · Case noire e5 vide · Case blanche f5 vide · Case noire g5 vide · Case blanche h5 vide · Case noire i5 vide · Case blanche j5 vide · Case blanche a4 vide · Case noire b4 vide · Case blanche c4 vide · Case noire d4 vide · Case blanche e4 vide · Case noire f4 vide · Case blanche g4 vide · Case noire h4 vide · Case blanche i4 vide · Case noire j4 vide · Case noire a3 vide · Case blanche b3 vide · Case noire c3 vide · Case blanche d3 vide · Case noire e3 vide · Case blanche f3 vide · Case noire g3 vide · Case blanche h3 vide · Case noire i3 vide · Case blanche j3 vide · Pion blanc sur case blanche a2 · Pion blanc sur case noire b2 · Pion blanc sur case blanche c2 · Pion blanc sur case noire d2 · Pion blanc sur case blanche e2 · Pion blanc sur case noire f2 · Pion blanc sur case blanche g2 · Pion blanc sur case noire h2 · Pion blanc sur case blanche i2 · Pion blanc sur case noire j2 · Cavalier blanc sur case noire a1 · Fou blanc sur case blanche b1 · Cavalier blanc sur case noire c1 · Impératrice blanche sur case blanche d1 · Dame blanche sur case noire e1 · Tour blanche sur case blanche f1 · Fou blanc sur case noire g1 · Princesse blanche sur case blanche h1 · Roi blanc sur case noire i1 · Tour blanche sur case blanche j1 | Cavalier noir sur case blanche a8 · Fou noir sur case noire b8 · Cavalier noir sur case blanche c8 · Impératrice noire sur case noire d8 · Dame noire sur case blanche e8 · Tour noire sur case noire f8 · Fou noir sur case blanche g8 · Princesse noire sur case noire h8 · Roi noir sur case blanche i8 · Tour noire sur case noire j8 · Pion noir sur case noire a7 · Pion noir sur case blanche b7 · Pion noir sur case noire c7 · Pion noir sur case blanche d7 · Pion noir sur case noire e7 · Pion noir sur case blanche f7 · Pion noir sur case noire g7 · Pion noir sur case blanche h7 · Pion noir sur case noire i7 · Pion noir sur case blanche j7 · Case blanche a6 vide · Case noire b6 vide · Case blanche c6 vide · Case noire d6 vide · Case blanche e6 vide · Case noire f6 vide · Case blanche g6 vide · Case noire h6 vide · Case blanche i6 vide · Case noire j6 vide · Case noire a5 vide · Case blanche b5 vide · Case noire c5 vide · Case blanche d5 vide · Case noire e5 vide · Case blanche f5 vide · Case noire g5 vide · Case blanche h5 vide · Case noire i5 vide · Case blanche j5 vide · Case blanche a4 vide · Case noire b4 vide · Case blanche c4 vide · Case noire d4 vide · Case blanche e4 vide · Case noire f4 vide · Case blanche g4 vide · Case noire h4 vide · Case blanche i4 vide · Case noire j4 vide · Case noire a3 vide · Case blanche b3 vide · Case noire c3 vide · Case blanche d3 vide · Case noire e3 vide · Case blanche f3 vide · Case noire g3 vide · Case blanche h3 vide · Case noire i3 vide · Case blanche j3 vide · Pion blanc sur case blanche a2 · Pion blanc sur case noire b2 · Pion blanc sur case blanche c2 · Pion blanc sur case noire d2 · Pion blanc sur case blanche e2 · Pion blanc sur case noire f2 · Pion blanc sur case blanche g2 · Pion blanc sur case noire h2 · Pion blanc sur case blanche i2 · Pion blanc sur case noire j2 · Cavalier blanc sur case noire a1 · Fou blanc sur case blanche b1 · Cavalier blanc sur case noire c1 · Impératrice blanche sur case blanche d1 · Dame blanche sur case noire e1 · Tour blanche sur case blanche f1 · Fou blanc sur case noire g1 · Princesse blanche sur case blanche h1 · Roi blanc sur case noire i1 · Tour blanche sur case blanche j1 | Cavalier noir sur case blanche a8 · Fou noir sur case noire b8 · Cavalier noir sur case blanche c8 · Impératrice noire sur case noire d8 · Dame noire sur case blanche e8 · Tour noire sur case noire f8 · Fou noir sur case blanche g8 · Princesse noire sur case noire h8 · Roi noir sur case blanche i8 · Tour noire sur case noire j8 · Pion noir sur case noire a7 · Pion noir sur case blanche b7 · Pion noir sur case noire c7 · Pion noir sur case blanche d7 · Pion noir sur case noire e7 · Pion noir sur case blanche f7 · Pion noir sur case noire g7 · Pion noir sur case blanche h7 · Pion noir sur case noire i7 · Pion noir sur case blanche j7 · Case blanche a6 vide · Case noire b6 vide · Case blanche c6 vide · Case noire d6 vide · Case blanche e6 vide · Case noire f6 vide · Case blanche g6 vide · Case noire h6 vide · Case blanche i6 vide · Case noire j6 vide · Case noire a5 vide · Case blanche b5 vide · Case noire c5 vide · Case blanche d5 vide · Case noire e5 vide · Case blanche f5 vide · Case noire g5 vide · Case blanche h5 vide · Case noire i5 vide · Case blanche j5 vide · Case blanche a4 vide · Case noire b4 vide · Case blanche c4 vide · Case noire d4 vide · Case blanche e4 vide · Case noire f4 vide · Case blanche g4 vide · Case noire h4 vide · Case blanche i4 vide · Case noire j4 vide · Case noire a3 vide · Case blanche b3 vide · Case noire c3 vide · Case blanche d3 vide · Case noire e3 vide · Case blanche f3 vide · Case noire g3 vide · Case blanche h3 vide · Case noire i3 vide · Case blanche j3 vide · Pion blanc sur case blanche a2 · Pion blanc sur case noire b2 · Pion blanc sur case blanche c2 · Pion blanc sur case noire d2 · Pion blanc sur case blanche e2 · Pion blanc sur case noire f2 · Pion blanc sur case blanche g2 · Pion blanc sur case noire h2 · Pion blanc sur case blanche i2 · Pion blanc sur case noire j2 · Cavalier blanc sur case noire a1 · Fou blanc sur case blanche b1 · Cavalier blanc sur case noire c1 · Impératrice blanche sur case blanche d1 · Dame blanche sur case noire e1 · Tour blanche sur case blanche f1 · Fou blanc sur case noire g1 · Princesse blanche sur case blanche h1 · Roi blanc sur case noire i1 · Tour blanche sur case blanche j1 | Cavalier noir sur case blanche a8 · Fou noir sur case noire b8 · Cavalier noir sur case blanche c8 · Impératrice noire sur case noire d8 · Dame noire sur case blanche e8 · Tour noire sur case noire f8 · Fou noir sur case blanche g8 · Princesse noire sur case noire h8 · Roi noir sur case blanche i8 · Tour noire sur case noire j8 · Pion noir sur case noire a7 · Pion noir sur case blanche b7 · Pion noir sur case noire c7 · Pion noir sur case blanche d7 · Pion noir sur case noire e7 · Pion noir sur case blanche f7 · Pion noir sur case noire g7 · Pion noir sur case blanche h7 · Pion noir sur case noire i7 · Pion noir sur case blanche j7 · Case blanche a6 vide · Case noire b6 vide · Case blanche c6 vide · Case noire d6 vide · Case blanche e6 vide · Case noire f6 vide · Case blanche g6 vide · Case noire h6 vide · Case blanche i6 vide · Case noire j6 vide · Case noire a5 vide · Case blanche b5 vide · Case noire c5 vide · Case blanche d5 vide · Case noire e5 vide · Case blanche f5 vide · Case noire g5 vide · Case blanche h5 vide · Case noire i5 vide · Case blanche j5 vide · Case blanche a4 vide · Case noire b4 vide · Case blanche c4 vide · Case noire d4 vide · Case blanche e4 vide · Case noire f4 vide · Case blanche g4 vide · Case noire h4 vide · Case blanche i4 vide · Case noire j4 vide · Case noire a3 vide · Case blanche b3 vide · Case noire c3 vide · Case blanche d3 vide · Case noire e3 vide · Case blanche f3 vide · Case noire g3 vide · Case blanche h3 vide · Case noire i3 vide · Case blanche j3 vide · Pion blanc sur case blanche a2 · Pion blanc sur case noire b2 · Pion blanc sur case blanche c2 · Pion blanc sur case noire d2 · Pion blanc sur case blanche e2 · Pion blanc sur case noire f2 · Pion blanc sur case blanche g2 · Pion blanc sur case noire h2 · Pion blanc sur case blanche i2 · Pion blanc sur case noire j2 · Cavalier blanc sur case noire a1 · Fou blanc sur case blanche b1 · Cavalier blanc sur case noire c1 · Impératrice blanche sur case blanche d1 · Dame blanche sur case noire e1 · Tour blanche sur case blanche f1 · Fou blanc sur case noire g1 · Princesse blanche sur case blanche h1 · Roi blanc sur case noire i1 · Tour blanche sur case blanche j1 | Cavalier noir sur case blanche a8 · Fou noir sur case noire b8 · Cavalier noir sur case blanche c8 · Impératrice noire sur case noire d8 · Dame noire sur case blanche e8 · Tour noire sur case noire f8 · Fou noir sur case blanche g8 · Princesse noire sur case noire h8 · Roi noir sur case blanche i8 · Tour noire sur case noire j8 · Pion noir sur case noire a7 · Pion noir sur case blanche b7 · Pion noir sur case noire c7 · Pion noir sur case blanche d7 · Pion noir sur case noire e7 · Pion noir sur case blanche f7 · Pion noir sur case noire g7 · Pion noir sur case blanche h7 · Pion noir sur case noire i7 · Pion noir sur case blanche j7 · Case blanche a6 vide · Case noire b6 vide · Case blanche c6 vide · Case noire d6 vide · Case blanche e6 vide · Case noire f6 vide · Case blanche g6 vide · Case noire h6 vide · Case blanche i6 vide · Case noire j6 vide · Case noire a5 vide · Case blanche b5 vide · Case noire c5 vide · Case blanche d5 vide · Case noire e5 vide · Case blanche f5 vide · Case noire g5 vide · Case blanche h5 vide · Case noire i5 vide · Case blanche j5 vide · Case blanche a4 vide · Case noire b4 vide · Case blanche c4 vide · Case noire d4 vide · Case blanche e4 vide · Case noire f4 vide · Case blanche g4 vide · Case noire h4 vide · Case blanche i4 vide · Case noire j4 vide · Case noire a3 vide · Case blanche b3 vide · Case noire c3 vide · Case blanche d3 vide · Case noire e3 vide · Case blanche f3 vide · Case noire g3 vide · Case blanche h3 vide · Case noire i3 vide · Case blanche j3 vide · Pion blanc sur case blanche a2 · Pion blanc sur case noire b2 · Pion blanc sur case blanche c2 · Pion blanc sur case noire d2 · Pion blanc sur case blanche e2 · Pion blanc sur case noire f2 · Pion blanc sur case blanche g2 · Pion blanc sur case noire h2 · Pion blanc sur case blanche i2 · Pion blanc sur case noire j2 · Cavalier blanc sur case noire a1 · Fou blanc sur case blanche b1 · Cavalier blanc sur case noire c1 · Impératrice blanche sur case blanche d1 · Dame blanche sur case noire e1 · Tour blanche sur case blanche f1 · Fou blanc sur case noire g1 · Princesse blanche sur case blanche h1 · Roi blanc sur case noire i1 · Tour blanche sur case blanche j1 | Cavalier noir sur case blanche a8 · Fou noir sur case noire b8 · Cavalier noir sur case blanche c8 · Impératrice noire sur case noire d8 · Dame noire sur case blanche e8 · Tour noire sur case noire f8 · Fou noir sur case blanche g8 · Princesse noire sur case noire h8 · Roi noir sur case blanche i8 · Tour noire sur case noire j8 · Pion noir sur case noire a7 · Pion noir sur case blanche b7 · Pion noir sur case noire c7 · Pion noir sur case blanche d7 · Pion noir sur case noire e7 · Pion noir sur case blanche f7 · Pion noir sur case noire g7 · Pion noir sur case blanche h7 · Pion noir sur case noire i7 · Pion noir sur case blanche j7 · Case blanche a6 vide · Case noire b6 vide · Case blanche c6 vide · Case noire d6 vide · Case blanche e6 vide · Case noire f6 vide · Case blanche g6 vide · Case noire h6 vide · Case blanche i6 vide · Case noire j6 vide · Case noire a5 vide · Case blanche b5 vide · Case noire c5 vide · Case blanche d5 vide · Case noire e5 vide · Case blanche f5 vide · Case noire g5 vide · Case blanche h5 vide · Case noire i5 vide · Case blanche j5 vide · Case blanche a4 vide · Case noire b4 vide · Case blanche c4 vide · Case noire d4 vide · Case blanche e4 vide · Case noire f4 vide · Case blanche g4 vide · Case noire h4 vide · Case blanche i4 vide · Case noire j4 vide · Case noire a3 vide · Case blanche b3 vide · Case noire c3 vide · Case blanche d3 vide · Case noire e3 vide · Case blanche f3 vide · Case noire g3 vide · Case blanche h3 vide · Case noire i3 vide · Case blanche j3 vide · Pion blanc sur case blanche a2 · Pion blanc sur case noire b2 · Pion blanc sur case blanche c2 · Pion blanc sur case noire d2 · Pion blanc sur case blanche e2 · Pion blanc sur case noire f2 · Pion blanc sur case blanche g2 · Pion blanc sur case noire h2 · Pion blanc sur case blanche i2 · Pion blanc sur case noire j2 · Cavalier blanc sur case noire a1 · Fou blanc sur case blanche b1 · Cavalier blanc sur case noire c1 · Impératrice blanche sur case blanche d1 · Dame blanche sur case noire e1 · Tour blanche sur case blanche f1 · Fou blanc sur case noire g1 · Princesse blanche sur case blanche h1 · Roi blanc sur case noire i1 · Tour blanche sur case blanche j1 | 2 |
| 1 | Cavalier noir sur case blanche a8 · Fou noir sur case noire b8 · Cavalier noir sur case blanche c8 · Impératrice noire sur case noire d8 · Dame noire sur case blanche e8 · Tour noire sur case noire f8 · Fou noir sur case blanche g8 · Princesse noire sur case noire h8 · Roi noir sur case blanche i8 · Tour noire sur case noire j8 · Pion noir sur case noire a7 · Pion noir sur case blanche b7 · Pion noir sur case noire c7 · Pion noir sur case blanche d7 · Pion noir sur case noire e7 · Pion noir sur case blanche f7 · Pion noir sur case noire g7 · Pion noir sur case blanche h7 · Pion noir sur case noire i7 · Pion noir sur case blanche j7 · Case blanche a6 vide · Case noire b6 vide · Case blanche c6 vide · Case noire d6 vide · Case blanche e6 vide · Case noire f6 vide · Case blanche g6 vide · Case noire h6 vide · Case blanche i6 vide · Case noire j6 vide · Case noire a5 vide · Case blanche b5 vide · Case noire c5 vide · Case blanche d5 vide · Case noire e5 vide · Case blanche f5 vide · Case noire g5 vide · Case blanche h5 vide · Case noire i5 vide · Case blanche j5 vide · Case blanche a4 vide · Case noire b4 vide · Case blanche c4 vide · Case noire d4 vide · Case blanche e4 vide · Case noire f4 vide · Case blanche g4 vide · Case noire h4 vide · Case blanche i4 vide · Case noire j4 vide · Case noire a3 vide · Case blanche b3 vide · Case noire c3 vide · Case blanche d3 vide · Case noire e3 vide · Case blanche f3 vide · Case noire g3 vide · Case blanche h3 vide · Case noire i3 vide · Case blanche j3 vide · Pion blanc sur case blanche a2 · Pion blanc sur case noire b2 · Pion blanc sur case blanche c2 · Pion blanc sur case noire d2 · Pion blanc sur case blanche e2 · Pion blanc sur case noire f2 · Pion blanc sur case blanche g2 · Pion blanc sur case noire h2 · Pion blanc sur case blanche i2 · Pion blanc sur case noire j2 · Cavalier blanc sur case noire a1 · Fou blanc sur case blanche b1 · Cavalier blanc sur case noire c1 · Impératrice blanche sur case blanche d1 · Dame blanche sur case noire e1 · Tour blanche sur case blanche f1 · Fou blanc sur case noire g1 · Princesse blanche sur case blanche h1 · Roi blanc sur case noire i1 · Tour blanche sur case blanche j1 | Cavalier noir sur case blanche a8 · Fou noir sur case noire b8 · Cavalier noir sur case blanche c8 · Impératrice noire sur case noire d8 · Dame noire sur case blanche e8 · Tour noire sur case noire f8 · Fou noir sur case blanche g8 · Princesse noire sur case noire h8 · Roi noir sur case blanche i8 · Tour noire sur case noire j8 · Pion noir sur case noire a7 · Pion noir sur case blanche b7 · Pion noir sur case noire c7 · Pion noir sur case blanche d7 · Pion noir sur case noire e7 · Pion noir sur case blanche f7 · Pion noir sur case noire g7 · Pion noir sur case blanche h7 · Pion noir sur case noire i7 · Pion noir sur case blanche j7 · Case blanche a6 vide · Case noire b6 vide · Case blanche c6 vide · Case noire d6 vide · Case blanche e6 vide · Case noire f6 vide · Case blanche g6 vide · Case noire h6 vide · Case blanche i6 vide · Case noire j6 vide · Case noire a5 vide · Case blanche b5 vide · Case noire c5 vide · Case blanche d5 vide · Case noire e5 vide · Case blanche f5 vide · Case noire g5 vide · Case blanche h5 vide · Case noire i5 vide · Case blanche j5 vide · Case blanche a4 vide · Case noire b4 vide · Case blanche c4 vide · Case noire d4 vide · Case blanche e4 vide · Case noire f4 vide · Case blanche g4 vide · Case noire h4 vide · Case blanche i4 vide · Case noire j4 vide · Case noire a3 vide · Case blanche b3 vide · Case noire c3 vide · Case blanche d3 vide · Case noire e3 vide · Case blanche f3 vide · Case noire g3 vide · Case blanche h3 vide · Case noire i3 vide · Case blanche j3 vide · Pion blanc sur case blanche a2 · Pion blanc sur case noire b2 · Pion blanc sur case blanche c2 · Pion blanc sur case noire d2 · Pion blanc sur case blanche e2 · Pion blanc sur case noire f2 · Pion blanc sur case blanche g2 · Pion blanc sur case noire h2 · Pion blanc sur case blanche i2 · Pion blanc sur case noire j2 · Cavalier blanc sur case noire a1 · Fou blanc sur case blanche b1 · Cavalier blanc sur case noire c1 · Impératrice blanche sur case blanche d1 · Dame blanche sur case noire e1 · Tour blanche sur case blanche f1 · Fou blanc sur case noire g1 · Princesse blanche sur case blanche h1 · Roi blanc sur case noire i1 · Tour blanche sur case blanche j1 | Cavalier noir sur case blanche a8 · Fou noir sur case noire b8 · Cavalier noir sur case blanche c8 · Impératrice noire sur case noire d8 · Dame noire sur case blanche e8 · Tour noire sur case noire f8 · Fou noir sur case blanche g8 · Princesse noire sur case noire h8 · Roi noir sur case blanche i8 · Tour noire sur case noire j8 · Pion noir sur case noire a7 · Pion noir sur case blanche b7 · Pion noir sur case noire c7 · Pion noir sur case blanche d7 · Pion noir sur case noire e7 · Pion noir sur case blanche f7 · Pion noir sur case noire g7 · Pion noir sur case blanche h7 · Pion noir sur case noire i7 · Pion noir sur case blanche j7 · Case blanche a6 vide · Case noire b6 vide · Case blanche c6 vide · Case noire d6 vide · Case blanche e6 vide · Case noire f6 vide · Case blanche g6 vide · Case noire h6 vide · Case blanche i6 vide · Case noire j6 vide · Case noire a5 vide · Case blanche b5 vide · Case noire c5 vide · Case blanche d5 vide · Case noire e5 vide · Case blanche f5 vide · Case noire g5 vide · Case blanche h5 vide · Case noire i5 vide · Case blanche j5 vide · Case blanche a4 vide · Case noire b4 vide · Case blanche c4 vide · Case noire d4 vide · Case blanche e4 vide · Case noire f4 vide · Case blanche g4 vide · Case noire h4 vide · Case blanche i4 vide · Case noire j4 vide · Case noire a3 vide · Case blanche b3 vide · Case noire c3 vide · Case blanche d3 vide · Case noire e3 vide · Case blanche f3 vide · Case noire g3 vide · Case blanche h3 vide · Case noire i3 vide · Case blanche j3 vide · Pion blanc sur case blanche a2 · Pion blanc sur case noire b2 · Pion blanc sur case blanche c2 · Pion blanc sur case noire d2 · Pion blanc sur case blanche e2 · Pion blanc sur case noire f2 · Pion blanc sur case blanche g2 · Pion blanc sur case noire h2 · Pion blanc sur case blanche i2 · Pion blanc sur case noire j2 · Cavalier blanc sur case noire a1 · Fou blanc sur case blanche b1 · Cavalier blanc sur case noire c1 · Impératrice blanche sur case blanche d1 · Dame blanche sur case noire e1 · Tour blanche sur case blanche f1 · Fou blanc sur case noire g1 · Princesse blanche sur case blanche h1 · Roi blanc sur case noire i1 · Tour blanche sur case blanche j1 | Cavalier noir sur case blanche a8 · Fou noir sur case noire b8 · Cavalier noir sur case blanche c8 · Impératrice noire sur case noire d8 · Dame noire sur case blanche e8 · Tour noire sur case noire f8 · Fou noir sur case blanche g8 · Princesse noire sur case noire h8 · Roi noir sur case blanche i8 · Tour noire sur case noire j8 · Pion noir sur case noire a7 · Pion noir sur case blanche b7 · Pion noir sur case noire c7 · Pion noir sur case blanche d7 · Pion noir sur case noire e7 · Pion noir sur case blanche f7 · Pion noir sur case noire g7 · Pion noir sur case blanche h7 · Pion noir sur case noire i7 · Pion noir sur case blanche j7 · Case blanche a6 vide · Case noire b6 vide · Case blanche c6 vide · Case noire d6 vide · Case blanche e6 vide · Case noire f6 vide · Case blanche g6 vide · Case noire h6 vide · Case blanche i6 vide · Case noire j6 vide · Case noire a5 vide · Case blanche b5 vide · Case noire c5 vide · Case blanche d5 vide · Case noire e5 vide · Case blanche f5 vide · Case noire g5 vide · Case blanche h5 vide · Case noire i5 vide · Case blanche j5 vide · Case blanche a4 vide · Case noire b4 vide · Case blanche c4 vide · Case noire d4 vide · Case blanche e4 vide · Case noire f4 vide · Case blanche g4 vide · Case noire h4 vide · Case blanche i4 vide · Case noire j4 vide · Case noire a3 vide · Case blanche b3 vide · Case noire c3 vide · Case blanche d3 vide · Case noire e3 vide · Case blanche f3 vide · Case noire g3 vide · Case blanche h3 vide · Case noire i3 vide · Case blanche j3 vide · Pion blanc sur case blanche a2 · Pion blanc sur case noire b2 · Pion blanc sur case blanche c2 · Pion blanc sur case noire d2 · Pion blanc sur case blanche e2 · Pion blanc sur case noire f2 · Pion blanc sur case blanche g2 · Pion blanc sur case noire h2 · Pion blanc sur case blanche i2 · Pion blanc sur case noire j2 · Cavalier blanc sur case noire a1 · Fou blanc sur case blanche b1 · Cavalier blanc sur case noire c1 · Impératrice blanche sur case blanche d1 · Dame blanche sur case noire e1 · Tour blanche sur case blanche f1 · Fou blanc sur case noire g1 · Princesse blanche sur case blanche h1 · Roi blanc sur case noire i1 · Tour blanche sur case blanche j1 | Cavalier noir sur case blanche a8 · Fou noir sur case noire b8 · Cavalier noir sur case blanche c8 · Impératrice noire sur case noire d8 · Dame noire sur case blanche e8 · Tour noire sur case noire f8 · Fou noir sur case blanche g8 · Princesse noire sur case noire h8 · Roi noir sur case blanche i8 · Tour noire sur case noire j8 · Pion noir sur case noire a7 · Pion noir sur case blanche b7 · Pion noir sur case noire c7 · Pion noir sur case blanche d7 · Pion noir sur case noire e7 · Pion noir sur case blanche f7 · Pion noir sur case noire g7 · Pion noir sur case blanche h7 · Pion noir sur case noire i7 · Pion noir sur case blanche j7 · Case blanche a6 vide · Case noire b6 vide · Case blanche c6 vide · Case noire d6 vide · Case blanche e6 vide · Case noire f6 vide · Case blanche g6 vide · Case noire h6 vide · Case blanche i6 vide · Case noire j6 vide · Case noire a5 vide · Case blanche b5 vide · Case noire c5 vide · Case blanche d5 vide · Case noire e5 vide · Case blanche f5 vide · Case noire g5 vide · Case blanche h5 vide · Case noire i5 vide · Case blanche j5 vide · Case blanche a4 vide · Case noire b4 vide · Case blanche c4 vide · Case noire d4 vide · Case blanche e4 vide · Case noire f4 vide · Case blanche g4 vide · Case noire h4 vide · Case blanche i4 vide · Case noire j4 vide · Case noire a3 vide · Case blanche b3 vide · Case noire c3 vide · Case blanche d3 vide · Case noire e3 vide · Case blanche f3 vide · Case noire g3 vide · Case blanche h3 vide · Case noire i3 vide · Case blanche j3 vide · Pion blanc sur case blanche a2 · Pion blanc sur case noire b2 · Pion blanc sur case blanche c2 · Pion blanc sur case noire d2 · Pion blanc sur case blanche e2 · Pion blanc sur case noire f2 · Pion blanc sur case blanche g2 · Pion blanc sur case noire h2 · Pion blanc sur case blanche i2 · Pion blanc sur case noire j2 · Cavalier blanc sur case noire a1 · Fou blanc sur case blanche b1 · Cavalier blanc sur case noire c1 · Impératrice blanche sur case blanche d1 · Dame blanche sur case noire e1 · Tour blanche sur case blanche f1 · Fou blanc sur case noire g1 · Princesse blanche sur case blanche h1 · Roi blanc sur case noire i1 · Tour blanche sur case blanche j1 | Cavalier noir sur case blanche a8 · Fou noir sur case noire b8 · Cavalier noir sur case blanche c8 · Impératrice noire sur case noire d8 · Dame noire sur case blanche e8 · Tour noire sur case noire f8 · Fou noir sur case blanche g8 · Princesse noire sur case noire h8 · Roi noir sur case blanche i8 · Tour noire sur case noire j8 · Pion noir sur case noire a7 · Pion noir sur case blanche b7 · Pion noir sur case noire c7 · Pion noir sur case blanche d7 · Pion noir sur case noire e7 · Pion noir sur case blanche f7 · Pion noir sur case noire g7 · Pion noir sur case blanche h7 · Pion noir sur case noire i7 · Pion noir sur case blanche j7 · Case blanche a6 vide · Case noire b6 vide · Case blanche c6 vide · Case noire d6 vide · Case blanche e6 vide · Case noire f6 vide · Case blanche g6 vide · Case noire h6 vide · Case blanche i6 vide · Case noire j6 vide · Case noire a5 vide · Case blanche b5 vide · Case noire c5 vide · Case blanche d5 vide · Case noire e5 vide · Case blanche f5 vide · Case noire g5 vide · Case blanche h5 vide · Case noire i5 vide · Case blanche j5 vide · Case blanche a4 vide · Case noire b4 vide · Case blanche c4 vide · Case noire d4 vide · Case blanche e4 vide · Case noire f4 vide · Case blanche g4 vide · Case noire h4 vide · Case blanche i4 vide · Case noire j4 vide · Case noire a3 vide · Case blanche b3 vide · Case noire c3 vide · Case blanche d3 vide · Case noire e3 vide · Case blanche f3 vide · Case noire g3 vide · Case blanche h3 vide · Case noire i3 vide · Case blanche j3 vide · Pion blanc sur case blanche a2 · Pion blanc sur case noire b2 · Pion blanc sur case blanche c2 · Pion blanc sur case noire d2 · Pion blanc sur case blanche e2 · Pion blanc sur case noire f2 · Pion blanc sur case blanche g2 · Pion blanc sur case noire h2 · Pion blanc sur case blanche i2 · Pion blanc sur case noire j2 · Cavalier blanc sur case noire a1 · Fou blanc sur case blanche b1 · Cavalier blanc sur case noire c1 · Impératrice blanche sur case blanche d1 · Dame blanche sur case noire e1 · Tour blanche sur case blanche f1 · Fou blanc sur case noire g1 · Princesse blanche sur case blanche h1 · Roi blanc sur case noire i1 · Tour blanche sur case blanche j1 | Cavalier noir sur case blanche a8 · Fou noir sur case noire b8 · Cavalier noir sur case blanche c8 · Impératrice noire sur case noire d8 · Dame noire sur case blanche e8 · Tour noire sur case noire f8 · Fou noir sur case blanche g8 · Princesse noire sur case noire h8 · Roi noir sur case blanche i8 · Tour noire sur case noire j8 · Pion noir sur case noire a7 · Pion noir sur case blanche b7 · Pion noir sur case noire c7 · Pion noir sur case blanche d7 · Pion noir sur case noire e7 · Pion noir sur case blanche f7 · Pion noir sur case noire g7 · Pion noir sur case blanche h7 · Pion noir sur case noire i7 · Pion noir sur case blanche j7 · Case blanche a6 vide · Case noire b6 vide · Case blanche c6 vide · Case noire d6 vide · Case blanche e6 vide · Case noire f6 vide · Case blanche g6 vide · Case noire h6 vide · Case blanche i6 vide · Case noire j6 vide · Case noire a5 vide · Case blanche b5 vide · Case noire c5 vide · Case blanche d5 vide · Case noire e5 vide · Case blanche f5 vide · Case noire g5 vide · Case blanche h5 vide · Case noire i5 vide · Case blanche j5 vide · Case blanche a4 vide · Case noire b4 vide · Case blanche c4 vide · Case noire d4 vide · Case blanche e4 vide · Case noire f4 vide · Case blanche g4 vide · Case noire h4 vide · Case blanche i4 vide · Case noire j4 vide · Case noire a3 vide · Case blanche b3 vide · Case noire c3 vide · Case blanche d3 vide · Case noire e3 vide · Case blanche f3 vide · Case noire g3 vide · Case blanche h3 vide · Case noire i3 vide · Case blanche j3 vide · Pion blanc sur case blanche a2 · Pion blanc sur case noire b2 · Pion blanc sur case blanche c2 · Pion blanc sur case noire d2 · Pion blanc sur case blanche e2 · Pion blanc sur case noire f2 · Pion blanc sur case blanche g2 · Pion blanc sur case noire h2 · Pion blanc sur case blanche i2 · Pion blanc sur case noire j2 · Cavalier blanc sur case noire a1 · Fou blanc sur case blanche b1 · Cavalier blanc sur case noire c1 · Impératrice blanche sur case blanche d1 · Dame blanche sur case noire e1 · Tour blanche sur case blanche f1 · Fou blanc sur case noire g1 · Princesse blanche sur case blanche h1 · Roi blanc sur case noire i1 · Tour blanche sur case blanche j1 | Cavalier noir sur case blanche a8 · Fou noir sur case noire b8 · Cavalier noir sur case blanche c8 · Impératrice noire sur case noire d8 · Dame noire sur case blanche e8 · Tour noire sur case noire f8 · Fou noir sur case blanche g8 · Princesse noire sur case noire h8 · Roi noir sur case blanche i8 · Tour noire sur case noire j8 · Pion noir sur case noire a7 · Pion noir sur case blanche b7 · Pion noir sur case noire c7 · Pion noir sur case blanche d7 · Pion noir sur case noire e7 · Pion noir sur case blanche f7 · Pion noir sur case noire g7 · Pion noir sur case blanche h7 · Pion noir sur case noire i7 · Pion noir sur case blanche j7 · Case blanche a6 vide · Case noire b6 vide · Case blanche c6 vide · Case noire d6 vide · Case blanche e6 vide · Case noire f6 vide · Case blanche g6 vide · Case noire h6 vide · Case blanche i6 vide · Case noire j6 vide · Case noire a5 vide · Case blanche b5 vide · Case noire c5 vide · Case blanche d5 vide · Case noire e5 vide · Case blanche f5 vide · Case noire g5 vide · Case blanche h5 vide · Case noire i5 vide · Case blanche j5 vide · Case blanche a4 vide · Case noire b4 vide · Case blanche c4 vide · Case noire d4 vide · Case blanche e4 vide · Case noire f4 vide · Case blanche g4 vide · Case noire h4 vide · Case blanche i4 vide · Case noire j4 vide · Case noire a3 vide · Case blanche b3 vide · Case noire c3 vide · Case blanche d3 vide · Case noire e3 vide · Case blanche f3 vide · Case noire g3 vide · Case blanche h3 vide · Case noire i3 vide · Case blanche j3 vide · Pion blanc sur case blanche a2 · Pion blanc sur case noire b2 · Pion blanc sur case blanche c2 · Pion blanc sur case noire d2 · Pion blanc sur case blanche e2 · Pion blanc sur case noire f2 · Pion blanc sur case blanche g2 · Pion blanc sur case noire h2 · Pion blanc sur case blanche i2 · Pion blanc sur case noire j2 · Cavalier blanc sur case noire a1 · Fou blanc sur case blanche b1 · Cavalier blanc sur case noire c1 · Impératrice blanche sur case blanche d1 · Dame blanche sur case noire e1 · Tour blanche sur case blanche f1 · Fou blanc sur case noire g1 · Princesse blanche sur case blanche h1 · Roi blanc sur case noire i1 · Tour blanche sur case blanche j1 | Cavalier noir sur case blanche a8 · Fou noir sur case noire b8 · Cavalier noir sur case blanche c8 · Impératrice noire sur case noire d8 · Dame noire sur case blanche e8 · Tour noire sur case noire f8 · Fou noir sur case blanche g8 · Princesse noire sur case noire h8 · Roi noir sur case blanche i8 · Tour noire sur case noire j8 · Pion noir sur case noire a7 · Pion noir sur case blanche b7 · Pion noir sur case noire c7 · Pion noir sur case blanche d7 · Pion noir sur case noire e7 · Pion noir sur case blanche f7 · Pion noir sur case noire g7 · Pion noir sur case blanche h7 · Pion noir sur case noire i7 · Pion noir sur case blanche j7 · Case blanche a6 vide · Case noire b6 vide · Case blanche c6 vide · Case noire d6 vide · Case blanche e6 vide · Case noire f6 vide · Case blanche g6 vide · Case noire h6 vide · Case blanche i6 vide · Case noire j6 vide · Case noire a5 vide · Case blanche b5 vide · Case noire c5 vide · Case blanche d5 vide · Case noire e5 vide · Case blanche f5 vide · Case noire g5 vide · Case blanche h5 vide · Case noire i5 vide · Case blanche j5 vide · Case blanche a4 vide · Case noire b4 vide · Case blanche c4 vide · Case noire d4 vide · Case blanche e4 vide · Case noire f4 vide · Case blanche g4 vide · Case noire h4 vide · Case blanche i4 vide · Case noire j4 vide · Case noire a3 vide · Case blanche b3 vide · Case noire c3 vide · Case blanche d3 vide · Case noire e3 vide · Case blanche f3 vide · Case noire g3 vide · Case blanche h3 vide · Case noire i3 vide · Case blanche j3 vide · Pion blanc sur case blanche a2 · Pion blanc sur case noire b2 · Pion blanc sur case blanche c2 · Pion blanc sur case noire d2 · Pion blanc sur case blanche e2 · Pion blanc sur case noire f2 · Pion blanc sur case blanche g2 · Pion blanc sur case noire h2 · Pion blanc sur case blanche i2 · Pion blanc sur case noire j2 · Cavalier blanc sur case noire a1 · Fou blanc sur case blanche b1 · Cavalier blanc sur case noire c1 · Impératrice blanche sur case blanche d1 · Dame blanche sur case noire e1 · Tour blanche sur case blanche f1 · Fou blanc sur case noire g1 · Princesse blanche sur case blanche h1 · Roi blanc sur case noire i1 · Tour blanche sur case blanche j1 | Cavalier noir sur case blanche a8 · Fou noir sur case noire b8 · Cavalier noir sur case blanche c8 · Impératrice noire sur case noire d8 · Dame noire sur case blanche e8 · Tour noire sur case noire f8 · Fou noir sur case blanche g8 · Princesse noire sur case noire h8 · Roi noir sur case blanche i8 · Tour noire sur case noire j8 · Pion noir sur case noire a7 · Pion noir sur case blanche b7 · Pion noir sur case noire c7 · Pion noir sur case blanche d7 · Pion noir sur case noire e7 · Pion noir sur case blanche f7 · Pion noir sur case noire g7 · Pion noir sur case blanche h7 · Pion noir sur case noire i7 · Pion noir sur case blanche j7 · Case blanche a6 vide · Case noire b6 vide · Case blanche c6 vide · Case noire d6 vide · Case blanche e6 vide · Case noire f6 vide · Case blanche g6 vide · Case noire h6 vide · Case blanche i6 vide · Case noire j6 vide · Case noire a5 vide · Case blanche b5 vide · Case noire c5 vide · Case blanche d5 vide · Case noire e5 vide · Case blanche f5 vide · Case noire g5 vide · Case blanche h5 vide · Case noire i5 vide · Case blanche j5 vide · Case blanche a4 vide · Case noire b4 vide · Case blanche c4 vide · Case noire d4 vide · Case blanche e4 vide · Case noire f4 vide · Case blanche g4 vide · Case noire h4 vide · Case blanche i4 vide · Case noire j4 vide · Case noire a3 vide · Case blanche b3 vide · Case noire c3 vide · Case blanche d3 vide · Case noire e3 vide · Case blanche f3 vide · Case noire g3 vide · Case blanche h3 vide · Case noire i3 vide · Case blanche j3 vide · Pion blanc sur case blanche a2 · Pion blanc sur case noire b2 · Pion blanc sur case blanche c2 · Pion blanc sur case noire d2 · Pion blanc sur case blanche e2 · Pion blanc sur case noire f2 · Pion blanc sur case blanche g2 · Pion blanc sur case noire h2 · Pion blanc sur case blanche i2 · Pion blanc sur case noire j2 · Cavalier blanc sur case noire a1 · Fou blanc sur case blanche b1 · Cavalier blanc sur case noire c1 · Impératrice blanche sur case blanche d1 · Dame blanche sur case noire e1 · Tour blanche sur case blanche f1 · Fou blanc sur case noire g1 · Princesse blanche sur case blanche h1 · Roi blanc sur case noire i1 · Tour blanche sur case blanche j1 | 1 |
|   | a | b | c | d | e | f | g | h | i | j |   |

Les échecs aléatoires Capablanca sont une variante du jeu d'échecs qui combinent les règles des échecs Capablanca et des échecs aléatoires Fischer. Ils furent proposés par Reinhard Scharnagl en 2004, qui remporta en 2005 un concours organisé par les « chess variant pages », dont le thème était de concevoir une variante du jeu d'échecs basée sur le « thème du numéro 10 ».

## Règles
Les règles sont les mêmes qu'aux échecs Capablanca, mais la position initiale est tirée de façon aléatoire. Les Blancs et les Noirs sont placés de façon symétrique. On impose les contraintes suivantes dans le placement des pièces :
- Les fous doivent se trouver sur des cases de couleurs différentes.
- La reine et la princesse (aussi connue sous l'appellation de centaure) doivent également être sur des cases de couleurs opposées.
- Le roi doit être entre les deux tours.
- La position de départ doit être telle que chaque pion soit protégé.
- La position de départ doit être différente de celle des échecs classiques.
- Les fous ne doivent pas être placés sur des cases mitoyennes.

Ces six règles respectées, on obtient 12 118 positions initiales différentes.

## Notation X-FEN
Aux échecs aléatoires Capablanca, on se sert de la notation X-FEN pour représenter les positions.